# Révolution haïtienne
Ne doit pas être confondu avec Expédition de Saint-Domingue (1802-1803).
Guerres de la Révolution française
Batailles
Insurrections (1791-1793)
- Bois-Caïman
- Croix-des-Bouquets
- Morne Pelé
- 1re La Tannerie
- Port-au-Prince
- Le Cap-français

Interventions espagnoles et britanniques (1793-1798)
- 2e La Tannerie
- Marmelade
- Saint-Michel-de-l'Attalaye
- Ennery
- 3e La Tannerie
- Fort-Dauphin
- 1re Tiburon
- L'Acul
- La Bombarde
- 2e Tiburon
- Les Gonaïves
- Port-Républicain
- 1re Dondon
- Massacre de Fort-Dauphin
- Saint-Marc
- Léogane
- Saint-Raphaël
- Trutier
- 3e Tiburon
- 1re Verrettes
- Grande-Rivière
- Mirebalais
- Las Cahobas
- 2e Verrettes
- Petite-Rivière
- 2e Dondon
- 1re Les Irois
- Jean-Rabel
- 2e Les Irois

Guerre des couteaux (1799-1800)
- Jacmel

Expédition de Saint-Domingue (1802-1803)
- La Ravine-à-Couleuvres
- Kellola
- Plaisance
- La Crête à Pierrot
- Noyades du Cap-Français
- Port-au-Prince
- Vertières
- Massacres de 1804 en Haïti

La révolution haïtienne, aussi appelée guerre d'indépendance haïtienne ou guerre de Saint-Domingue constitue la première révolte d'esclaves réussie du monde moderne. Les historiens situent traditionnellement son départ lors de la cérémonie vaudoue du Bois-Caïman, en août 1791. Suivent treize années de conflit armé qui entraînent des dizaines de milliers de morts et l'émigration massive de quasiment tous les colons blancs, et permet l'abolition de l'esclavage dans la colonie française de Saint-Domingue et dans la partie espagnole. Après l'échec de l'expédition française, envoyée par Napoléon Bonaparte pour y rétablir l'esclavage et le contrôle de la métropole, la révolution aboutit à l'établissement en 1804 d'Haïti comme première république noire indépendante, les Haïtiens devenant ainsi le premier peuple noir libre du Nouveau Monde.

## Histoire

### Contexte

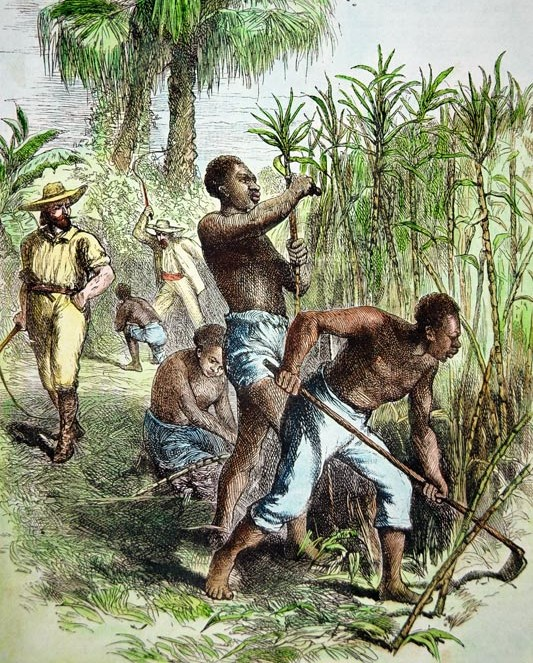
Esclaves travaillant dans une « habitation » sucrière.

À la veille de la Révolution française, la colonie de Saint-Domingue est d'une prospérité et d'une richesse sans égale dans les Antilles, et la plus rentable des colonies des puissances européennes. En 1789, elle est le premier producteur mondial de sucre et de café — la colonie représente en effet la moitié de l'offre mondiale de café. Son commerce extérieur représente plus du tiers de celui de la France métropolitaine et un Français sur huit en vit directement ou indirectement.
Le système mercantiliste de l'« exclusif colonial », inventé par Jean-Baptiste Colbert, vise à enrichir la métropole. Il repose sur le monopole commercial et l'interdiction de l'industrie locale. La métropole fixe les prix.
La société des colons est très inégalitaire : aux riches planteurs, ou « grands blancs » issus de la noblesse ou de la bourgeoisie du grand négoce, répond la foule des petits fonctionnaires, employés et ouvriers, appelés « petits blancs ».
Surtout, l'esclavage est particulièrement cruel. Le Code noir de 1685, pourtant édicté pour l'« humaniser », punit ainsi de mort l'esclave qui aurait frappé son maître (art. 33), voire aurait commis un vol (art. 35). L'esclave a le statut juridique d'un bien meuble (art. 44). Les abolitionnistes, tels Benjamin-Sigismond Frossard, affirment que le Code noir n'est même pas respecté : l'obligation d'évangélisation est négligée. À la peine capitale prévue, les décisions de justice ajoutent souvent des supplices pour leur caractère exemplaire, particulièrement en cas de marronnage.
L'évangélisation, probablement en progrès au XVIIe siècle mais en recul au XVIIIe siècle, n'est menée que dans la mesure où elle sert les intérêts des propriétaires. En général les esclaves reçoivent le baptême, mais ce sacrement a surtout valeur d'entrée dans la société coloniale et il est prétexte à une hiérarchie artificielle au sein des esclaves eux-mêmes. Toutefois, par le système du parrainage, le baptême, au départ un moyen pour le propriétaire d'accroître son emprise sur l'esclave, devient un moyen pour l'esclave de gagner un peu d'émancipation sur le maître,.
Enfin, alors que le Code noir ne connaît que deux catégories d'individus — les libres et les esclaves — les gens de couleur libres (les mulâtres libres et les Noirs affranchis) se voient progressivement refuser l'égalité avec les Blancs ; à partir de 1720, des restrictions apparaissent : ils ne peuvent hériter de titres de noblesse, certains emplois leur sont interdits, ils doivent déférence aux Blancs, etc..

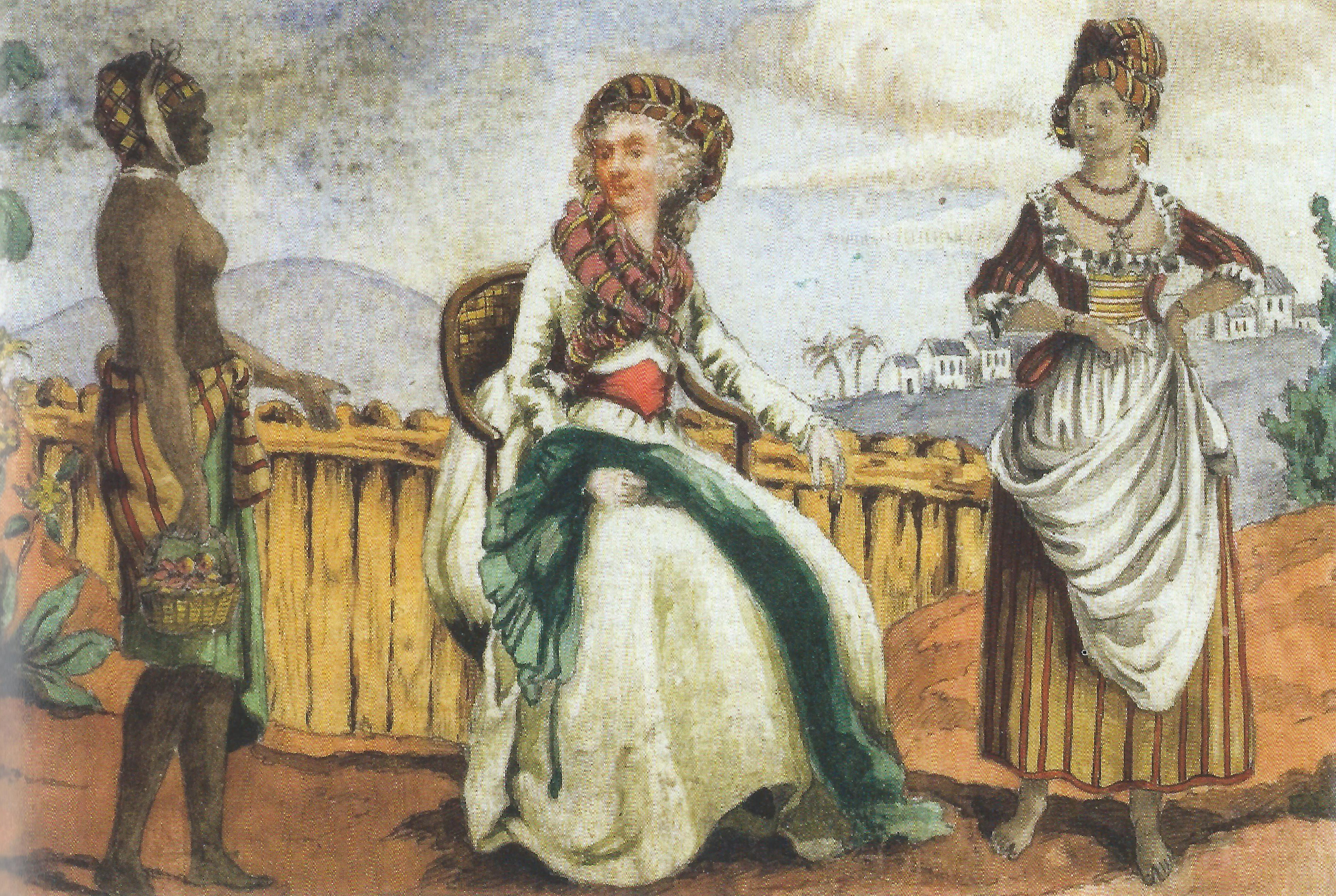
Portrait de Madame Ailhaud, vers 1760. À gauche l'esclave, au centre la propriétaire, et à droite la « mulâtresse ».

Dans ses études sur le Consulat et sur Napoléon Ier, contemporain de la révolution haïtienne, l'historien Thierry Lentz dresse le portrait des colonies françaises à cette époque. Les Antilles françaises en sont le fleuron. En 1788 elles comprennent 600 000 esclaves déportés d'Afrique, 30 000 libres de couleur, et 55 000 Blancs. La France en encourage la colonisation. Par le système de l'exclusif colonial, elle peut espérer continuer à faire prospérer cette rente aux dépens de tout ce qui ne vient pas de la France métropolitaine. Mais ces intérêts ne rencontrent pas toujours ceux des colons. Ayant très mal pris de ne pas avoir été conviés aux États généraux, ces derniers réclament une plus grande autonomie, tandis que, inspirés des idées de libération, les noirs prennent espoir. L'opinion générale est convaincue de la supériorité des Blancs mais ces derniers s'inquiétaient de l'activité de la Société des amis des Noirs et, l'Ancien Régime ayant accepté la création d'assemblées locales de blancs en Guadeloupe et en Martinique, les colons de Saint-Domingue veulent en créer une aussi.
Si on ajoute à ce tableau les rivalités régionales entre le Nord, plus opulent, le Sud, et l'Ouest séparés par des chaînes montagneuses, l'opposition entre les fonctionnaires métropolitains et les blancs créoles (nés sur place) ainsi qu'entre les planteurs et les commerçants, le rôle déstabilisateur de l'Espagne, possédant la partie est de l'île, ou de l'Angleterre, on comprend la complexité du déroulement de la révolution de Saint-Domingue.
De leur côté, les révolutionnaires français sont écartelés entre le principe d'égalité et le réalisme économique, le premier étant défendu par les proches de la Société des amis des Noirs, le second par, entre autres, le Club de l'Hôtel de Massiac, qui forme un lobby colonial.

### Revendications opposées des blancs et des libres de couleur
Les colons de Saint-Domingue considèrent la convocation aux états généraux de 1789 comme une opportunité pour se défaire du principe de l'Exclusif (selon ce principe, tout ce que la colonie produit doit être exporté vers la métropole et tout ce que la colonie importe doit venir de la métropole ou être transporté par des bateaux français). Malgré le refus préalable du roi Louis XVI, ils réussissent à faire accepter six députés à l'Assemblée constituante. Sur place, ils poussent, en le menaçant, l'intendant François Barbé-Marbois à regagner la métropole. Puis, fin 1789, ils élisent des municipalités.
Mais la Déclaration des droits de l'homme du 26 août 1789 leur paraît dangereuse, d'autant que la Société des amis des Noirs, fondée à Paris le 19 février 1788 — qui compte entre autres membres Brissot, Mirabeau, Condorcet, Étienne Clavière, La Fayette, Benjamin-Sigismond Frossard, Joseph Servan, François Lanthenas, Jérôme Pétion et l'abbé Grégoire —, propose la suppression sans délai de la traite, l'abolition progressive de l'esclavage et l'égalité immédiate des libres de couleur.
Durant l'été 1789 est créé à Paris le Club de l'hôtel de Massiac, constitué principalement de planteurs de Saint-Domingue. Un de leurs meilleurs avocats est le député Antoine Barnave. Le 8 mars 1790, celui-ci réussit à faire voter un décret qui écarte les colonies du droit métropolitain, et des évolutions révolutionnaires en cours, et crée des assemblées coloniales ouvertes aux propriétaires. Sans l'exprimer, la Constituante confirme ainsi l'esclavage. Condorcet, après le vote du décret du 8 mars 1790, écrit dans ses notes : « Ajoutons un mot à l'article premier de la Déclaration des droits : "Tous les hommes « blancs » naissent libres et égaux en droits" ! Donner une méthode pour déterminer le degré de blancheur ».
Les Blancs de Saint-Domingue vont cependant encore plus loin : ils élisent, sans les libres de couleur, une assemblée qui se déclare supérieure au gouverneur général, entend remplacer les régiments royaux par une garde nationale locale et vote même, le 28 mai 1790, une constitution. En juillet, elle décrète la liberté du commerce. Devant cette sédition, les autorités réagissent en s'alliant les libres. L'assemblée de planteurs est vite renversée. Mais la réaction des blancs est sanglante : quelques mois plus tard, le colonel de Mauduit, qui a dispersé l'assemblée, est lynché puis assassiné par la foule.

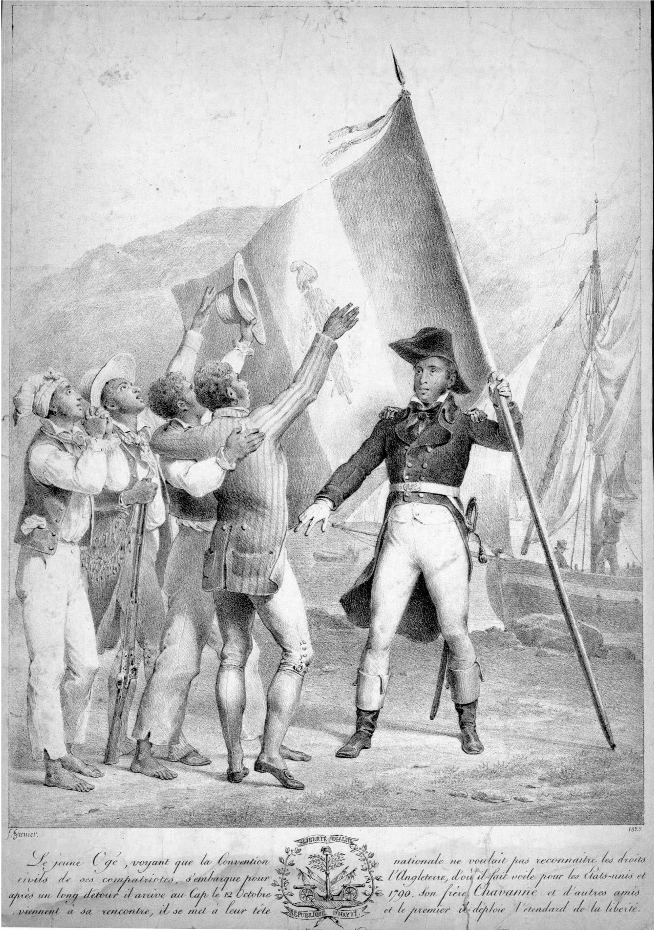
Le mulâtre libre Vincent Ogé accueilli par Chavannes à son arrivée à Saint-Domingue en 1790.

Les libres commencent alors à réclamer l'égalité avec véhémence. Plusieurs sont massacrés par la population blanche. Notamment, le mulâtre Vincent Ogé, pourtant notable aisé, est condamné au supplice de la roue en février 1791 pour avoir organisé une rébellion armée avec trois cents partisans et pillé quelques habitations. Un autre mulâtre, Julien Raimond, mène le combat à Paris et se lie en 1789 et 1790 à la Société des amis des Noirs puis en 1791 au club des Jacobins.
À partir de l'été 1791, les libres se soulèvent dans plusieurs endroits de l'Ouest et du Sud et remportent des victoires. Dirigés par Louis-Jacques Beauvais et André Rigaud, les mulâtres prennent même la capitale, Port-au-Prince, qui est en grande partie incendiée, en novembre 1791.

### Le débat à Paris
L'Assemblée de Paris reste indécise quant au statut des libres de couleur. Après avoir confirmé l'esclavage en lui donnant le statut constitutionnel le 13 mai 1791 sur demande de Bertrand Barère, elle accorde, le 15 mai, sur celle de Jean-François Rewbell l'égalité aux libres de couleur nés de père et mère libres, soit moins de 5 % des intéressés. Mais cette évaluation historiographique très répandue est désormais contestée de par le fait que dans les débats parlementaires, ou écrits approbateurs du décret, seuls les Noirs affranchis très minoritaires sont discriminés par l'amendement Rewbell. Seul au côté gauche de l'assemblée constituante, Maximilien de Robespierre, condamne le décret du 13 mai et l'amendement Reubell du 15 mai. Hors l'Assemblée, à la société des amis des Noirs chez Brissot et Clavière, on entend également de telles protestations. Mais les choses traînent. Le décret ne part pas pour les îles. Cela suscite de fortes inquiétudes au club des jacobins. Le 12 septembre 1791, Brissot y prononce un discours contre les risques de révocation ; à son tour, l'abbé Grégoire en présente un le 16. Le décret du 15 mai est finalement révoqué le 24 septembre 1791 sur demande d'Antoine Barnave, d'Alexandre de Lameth, de Charles-Malo de Lameth, son frère, de Goupil de Prefeln, et d'Adrien Duport (ce dernier pourtant favorable en mai 1791 à la cause des hommes libres de couleur). Tous les cinq sont en réaction radiés le lendemain (le 25) du club des Jacobins sur requête d'Étienne Polverel. L'antiesclavagisme y fait aussi son chemin. Ainsi, peu avant au sein du club, le même Étienne Polverel participe à un jury, au côté d'Étienne Clavière, de Condorcet, de  François Lanthenas, de l'abbé Henri Grégoire (tous quatre membres de la Société des Amis des Noirs), de Jean Dusaulx chargé de sélectionner le meilleur texte, défenseur de la constitution. Les six jurés choisissent, parmi 42 écrits proposés, L'almanach du Père Gérard par Jean-Marie Collot d'Herbois, œuvre dans laquelle figure une condamnation générale sans équivoque des discriminations raciales et de l'esclavage colonial. Également en septembre 1791, Olympe de Gouges donne un avis dans le postambule de sa déclaration des droits de la femme et de la citoyenne.

« Les Colons prétendent régner en despotes sur des hommes dont ils sont les pères et les frères ; et méconnoissant les droits de la nature, ils en poursuivent la source jusque dans la plus petite teinte de leur sang. »

Le 29 septembre 1791, dans l'Ami du Peuple, Jean-Paul Marat écrit : « Les hommes de couleur ne sont point des lâches comme les Parisiens. Ils ne se laisseront pas faire [...] »,. 
En 1791, l'esclavage colonial n'est évoqué de front à l'assemblée constituante qu'une seule fois, le 11 mai, par « un obscur député du Vermandois » qui n'était pas membre de la Société des Amis des Noirs, Jean Louis de Viefville des Essarts. Il y présente un projet détaillé d'abolition de l'asservissement des Noirs qui n'est pas discuté. On décide de limiter pour les jours suivants (12-15 mai) les débats aux droits des hommes de couleur libres.

### Révolte des noirs et abolition de l'esclavage

#### Marronnage
Le marronnage, favorisé par le relief montagneux de Saint-Domingue qui offre refuge aux esclaves en fuite, s'instaure dès le début de la traite. Les Noirs réussirent à vivre en groupes dans les forêts. Ils y développent le vaudou, une religion originaire d'Afrique de l'Ouest, qui se décline en un courant local, le vaudou haïtien (qui emprunte par syncrétisme à d'autres religions africaines et au catholicisme). Le marronnage perdure malgré la traque et la répression féroce. Ces marrons inquiètent les Blancs qu'ils empoisonnent parfois et dont ils brûlent les champs.

#### Insurrection des esclaves en 1791

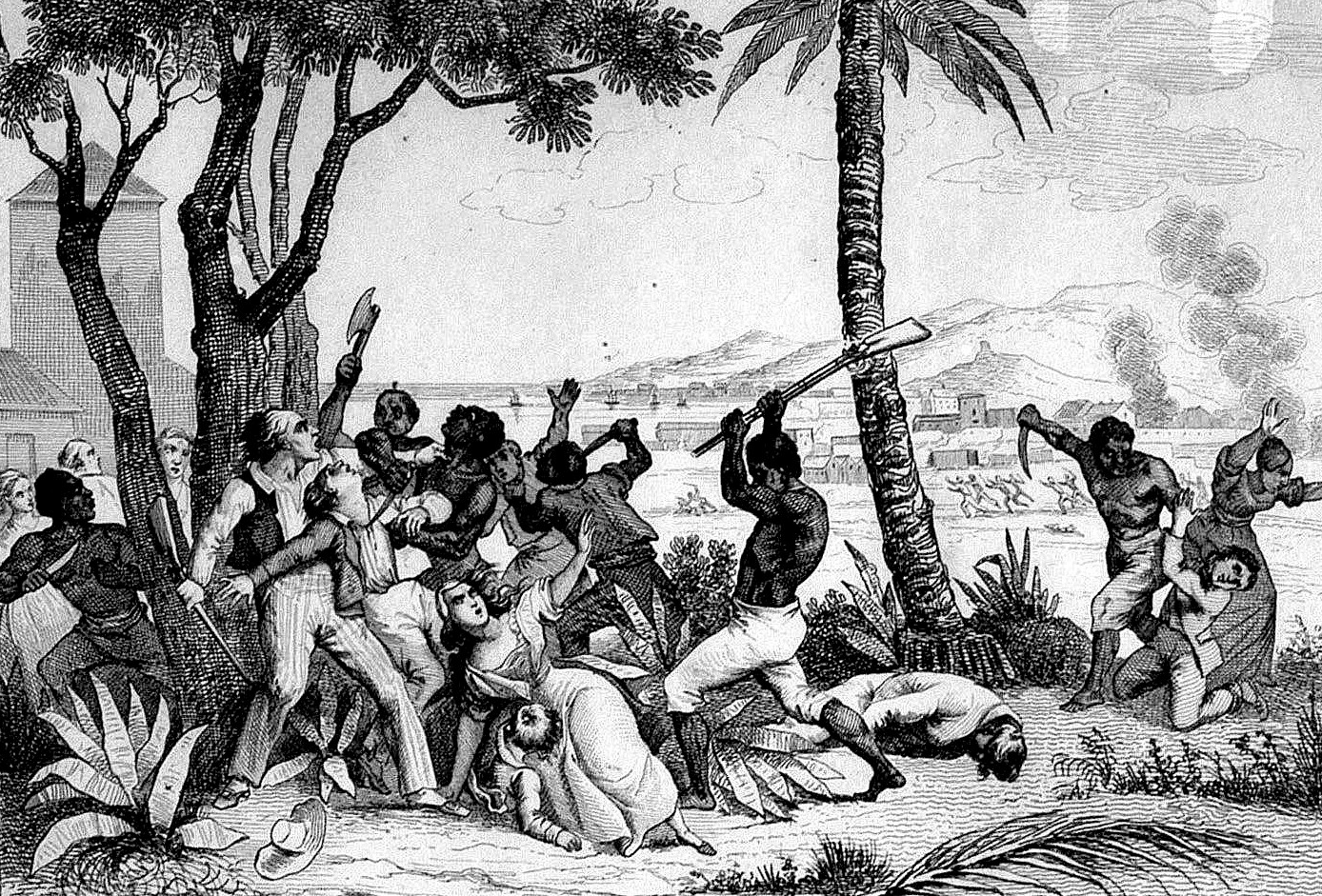
Esclaves noirs se révoltant contre les colons blancs en 1791 (France militaire, 1833).

Le 14 août 1791, à Bois-Caïman, dans la Plaine-du-Nord, de nombreux esclaves décident de se révolter, sous l'autorité de Dutty Boukman, assisté de Jean-François et Georges Biassou. Ce premier acte de la révolution des esclaves aurait pris la forme d'une cérémonie vaudoue, où en présence de la mambo Cécile Fatiman, un pacte de sang est signé dans le sacrifice d'un cochon noir créole. En quelques jours, toutes les plantations du Nord sont en flammes, et un millier de blancs massacrés,. Malgré la répression où Boukman est tué, des bandes d'esclaves armés persistent dans les campagnes et les montagnes. Dans d'autres parties du pays, des révoltes plus spontanées s'ensuivent. Dès le début de la révolution, les participants au grand soulèvement des esclaves, qui commence en 1791 à Saint-Domingue, proclament leur loyauté au roi et à la religion. La nuit du 22 au 23 août, les esclaves prennent les armes. Les insurgés gagnent du terrain, mais la révolution se prolonge. Les insurgés comptent de valeureux guerriers mais qui n'ont aucune expérience de l'exercice du pouvoir.

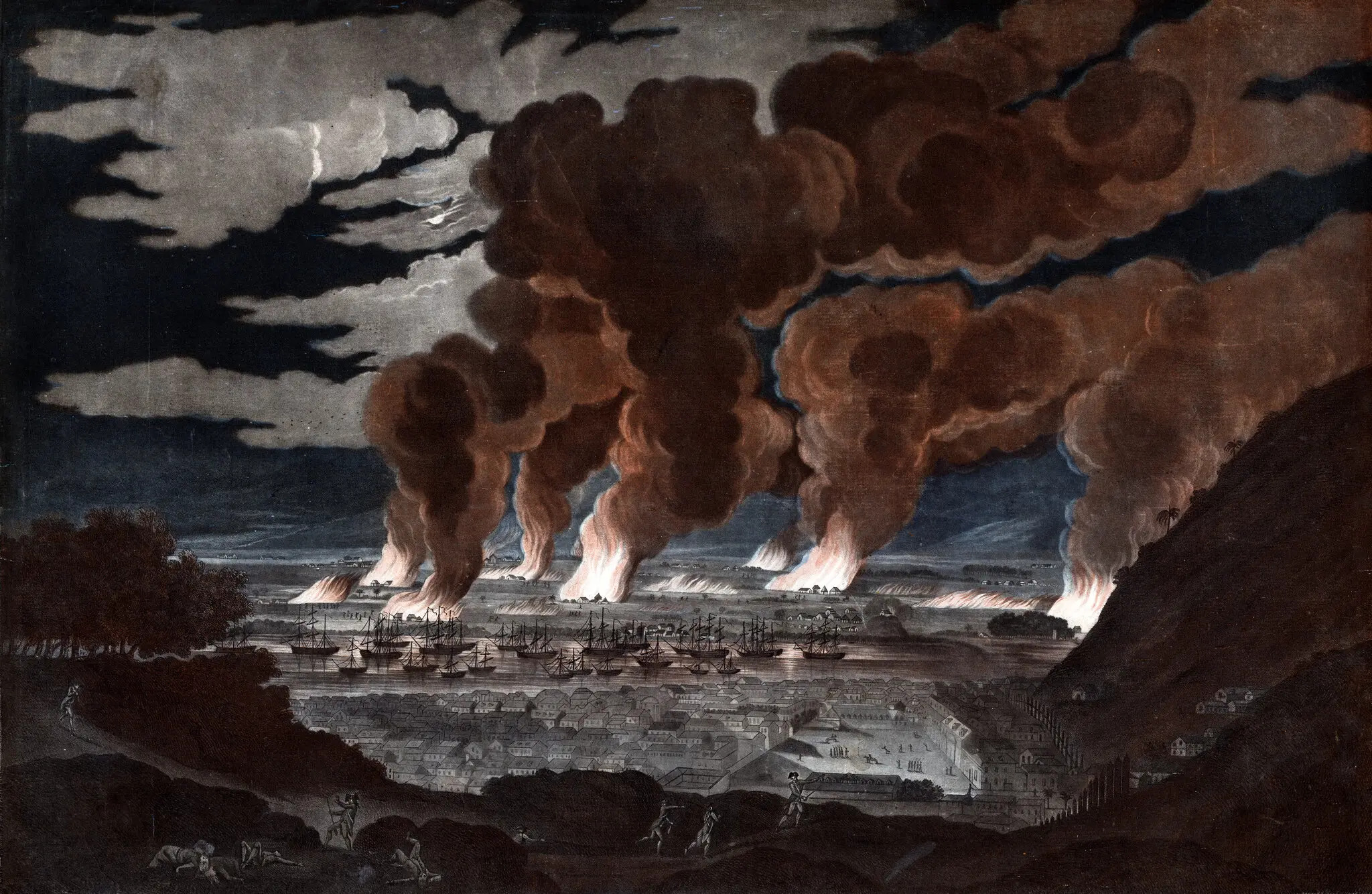
Vue des habitations de Cap-Français, incendiées par les esclaves révoltés en août 1791.

La nouvelle arrive seulement à Paris le 27 octobre 1791. Le soulèvement des esclaves entraîne de vifs débats à la nouvelle Assemblée législative de Paris, qui se rallie progressivement et avec difficulté aux arguments insistants des Girondins ou de leurs proches comme Jacques Pierre Brissot, Nicolas de Condorcet, Pierre Victurnien Vergniaud, Élie Guadet, Armand Gensonné, Jean-François Ducos et de Jean Philippe Garran de Coulon. Ceux-ci appellent à l'égalité de tous les hommes libres, quelle que soit leur couleur de peau, pour vaincre dans l'immédiat les esclaves insurgés. Le 24 mars 1792 est enfin promulgué ce décret égalitaire. Il est sanctionné par le roi Louis XVI le 4 avril, grâce au nouveau ministre jacobin de l'intérieur, Étienne Clavière (l'accord royal est imposé par la constitution de 1791). Le 25 mars 1792 dans La Chronique de Paris, Nicolas de Condorcet demande timidement à ce qu'« au nom de l'Humanité les intérêts des Noirs (esclaves) ne seront pas entièrement oubliés ». Mais on doit aussi signaler qu'à la différence du décret du 15 mai 1791 « la classe intermédiaire » des esclaves affranchis (dont fait partie le futur député noir Jean-Baptiste Belley) bénéficie également des droits à l'égalité civile et civique avec les blancs. Brissot entend le rappeler, peu avant le vote, dans un discours du 21 mars 1792. Un petit nombre de députés ont soutenu résolument à son annonce l'insurrection d'esclaves, assimilée par eux à la prise de la Bastille par les Parisiens. Ainsi en est-il le 6 novembre 1791, de Merlin de Thionville, de Jacques Brival au club des jacobins le 4 décembre, à l'assemblée législative le 6, puis quelques jours plus tard, par la présentation d'un vaste plan d'abolition, de Mathieu Blanc-Gilli ; enfin entre août et novembre 1792 de Joseph Lequinio dans Les Préjugés Détruits,. Hors de l'assemblée, la révolte d'esclaves est soutenue avec ferveur par Pierre-Gaspard Chaumette dans Les Révolutions de Paris, dans une moindre mesure par Jean-Paul Marat dans l'Ami du Peuple, par Aubin Louis Millin de Grandmaison et François Noël (ce dernier, ancien membre de la Société des Amis des Noirs), dans La Chronique de Paris; ou encore par l'ancien constituant, Edmond-Louis-Alexis Dubois-Crancé, dans un portrait élogieux de son ancien collègue antiesclavagiste, Jérôme Pétion de Villeneuve (Véritable Portrait de nos Législateurs).
Le rôle personnel de Maximilien de Robespierre sur ces questions est encore sujet à débat. En mai 1792, dans Le Défenseur de la Constitution, il salue le combat des Girondins en faveur de la liberté dans les colonies, précisant qu'il s'agit à ses yeux de l'unique aspect positif de leur bilan législatif et qu'à ce titre il regrette de ne pas les avoir vus manifester « le même zèle » pour « le peuple français » que pour « le peuple de Saint-Domingue ». Ce peuple, il le limite aux 26 000 colons métis et noirs affranchis de la colonie insurgée, mais admet implicitement « au nom de l'humanité » le bien-fondé de leur insurrection armée,. Il entend sans doute aussi prendre ses distances avec ce qu'il appelle « l'injustice » et « l'ingratitude » de Camille Desmoulins (sans le nommer autrement que par un « ceux qui leur ont cherché des torts ») qui reprochait trois mois plus tôt à Brissot, avec des arguments proches de ceux du club Massiac, d'avoir divisé le mouvement patriote et encouragé le peuple de Saint-Domingue à l'insurrection. En 1794, il paraît en parfaite osmose avec les trois députés de Saint-Domingue, Dufay, Mills et Belley. En janvier, son agent à Lorient, Marc-Antoine Jullien de Paris, fils du député montagnard Jullien de la Drôme, lui écrit personnellement pour lui annoncer leur arrivée sous protection. Le 23 avril, ces trois députés, nouveaux représentants du peuple, inquiets des réticences qu'ils sentent à la Convention et dans ses comités dans la mise en application du décret d'abolition de l'esclavage, lui écrivent personnellement en le qualifiant d'« ami du peuple de Saint-Domingue », « du seul peuple de Saint-Domingue à savoir les jaunes et les Noirs ».
Olympe de Gouges, qui réussit enfin à faire éditer en mars 1792 une de ses pièces de théâtre antiesclavagistes, Zamor et Mirza, grâce à l'élection en novembre 1791 à la mairie de Paris de Jérôme Pétion de Villeneuve, est la seule parmi les défenseurs des droits des noirs qui condamne les insurrections des « deux peuples » de Saint-Domingue au nom de la non-violence : « C’est à vous, actuellement, esclaves, hommes de couleur, à qui je vais parler ; j’ai peut-être des droits incontestables pour blâmer votre férocité : cruels, en imitant les tyrans, vous les justifiez (...) Quelle cruauté, quelle inhumanité ! La plupart de vos maîtres étaient humains et bienfaisants et dans votre aveugle rage vous ne distinguez pas les victimes innocentes de vos persécuteurs. Les hommes n’étaient pas nés pour les fers et vous prouvez qu’ils sont nécessaires. Je ne me rétracte point, j’abhorre vos tyrans, vos cruautés me font horreur »,. De tels propos lui valent le persiflage par lettre en avril 1792 d'un brissotin, le procureur syndic de la Commune adjoint du maire Pétion, Pierre Louis Manuel : «... Mme de Gouges a voulu aussi concourir à la rédemption des Noirs ; elle pourra trouver des esclaves qui ne veulent pas de leur liberté ».
Une autre femme, Rosalie Jullien, femme de Jullien de la Drôme et mère de Jullien de Paris, également amie et admiratrice de Robespierre jusqu'en Thermidor an II, se félicite au contraire le 16 avril 1793 de la décapitation à Paris la veille, après jugement par le Tribunal révolutionnaire, de l'ancien gouverneur de Saint-Domingue, Philippe Blanchelande. Il avait été expulsé quelques mois plus tôt par Sonthonax et Polverel de la colonie, de par son hostilité aux droits des noirs. Rosalie écrit dans une de ses lettres : « il a fait couler à flots le sang des Noirs et des patriotes ». Accompagnée par un jeune noir, Rosalie Jullien invite à déjeuner à deux reprises au moins en juin 1793 Robespierre et Barère, son ami d'enfance « au nom d'une douce fraternité qui unit les vrais républicains ».

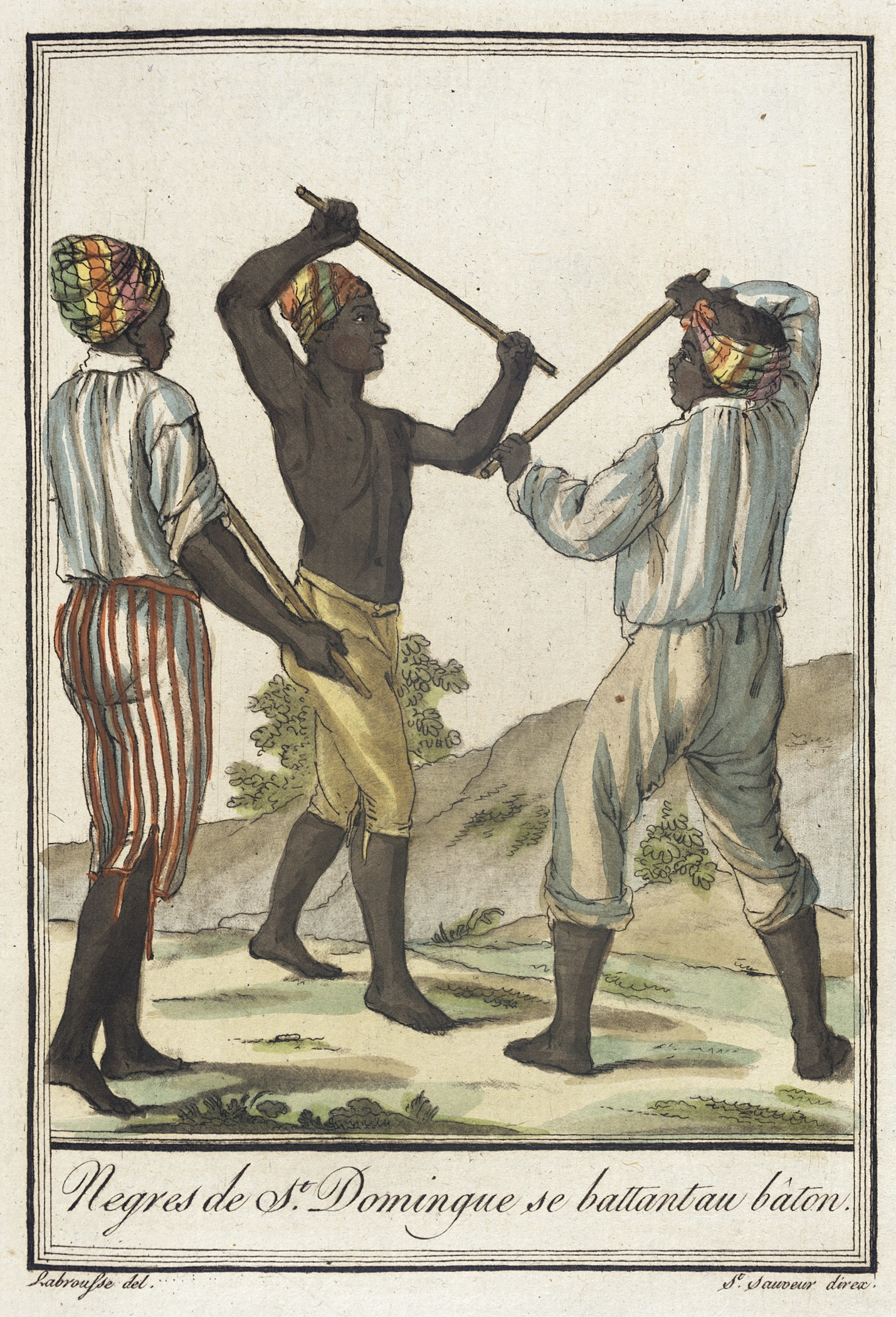
Nègres de St. Domingue se battant au bâton, vers 1797. Durant leur temps de repos, la nuit ou le dimanche, les esclaves s'adonnent à des danses de combat (calinda), héritées de traditions ouest-africaines. Cette pratique leur sera utile lors des affrontements armés de la révolution.

Pour faire appliquer la loi du 4 avril 1792, de nouveaux commissaires civils, Léger-Félicité Sonthonax et Étienne Polverel, sont envoyés à Saint-Domingue, appuyés de quatre mille volontaires de la garde nationale. Après l'arrivée de la nouvelle du 10 août 1792, Georges Biassou se nomme « vice-roi » en attendant la libération du roi de France. Les nouveaux commissaires civils débarquent au Cap le 18 septembre 1792, quelques jours avant la proclamation de la République française. Afin de ne pas effrayer les colons, Sonthonax annonce le lendemain qu'il entend préserver l'esclavage. Mais c'est lui qui a écrit un an plus tôt : « Les terres de Saint-Domingue doivent appartenir aux noirs. Ils les ont acquises à la sueur de leur front » et il ne reçoit que défiance de la part des colons. Brissot l'a choisi au printemps 1792 « en raison de ses articles énergiques au journal de Prudhomme » (Les Révolutions de Paris) sur « les hommes de couleur »,, c'est-à-dire ceux relatifs aux mulâtres. Pour autant, informé de l'affiche du 19 septembre dans le Patriote français du 26 janvier 1793, Brissot regrette ce qu'il considère comme « une erreur ». Selon lui, même graduellement, l'esclavage doit un jour être aboli. Les commissaires s'allient aux mulâtres pour s'imposer. Ils rencontrent un certain succès, notamment à Port-au-Prince. Mais le 21 juin 1793 au Cap-Français, le nouveau gouverneur François Thomas Galbaud-Dufort s'allie aux colons pour renverser les commissaires. Acculés, ceux-ci promettent la liberté à tout esclave qui se battrait pour la République. Des insurgés envahissent la ville, la pillent et l'incendient. Dix mille colons s’expatrient. De leur côté, l'Angleterre et l'Espagne, qui ont déclaré la guerre à la France, attaquent Cap-Français par la mer et par les terres depuis la partie orientale de l'île, possession espagnole. Les Espagnols ont avec eux des colons royalistes ainsi que des bandes d’esclaves révoltés, comme celle de Jean-François et de Biassou, à qui ils ont promis la liberté. À l'été 1793, de nombreux ports et la plus grande partie du pays sont occupés.

#### Abolition de l'esclavage

##### Abolition locale puis nationale

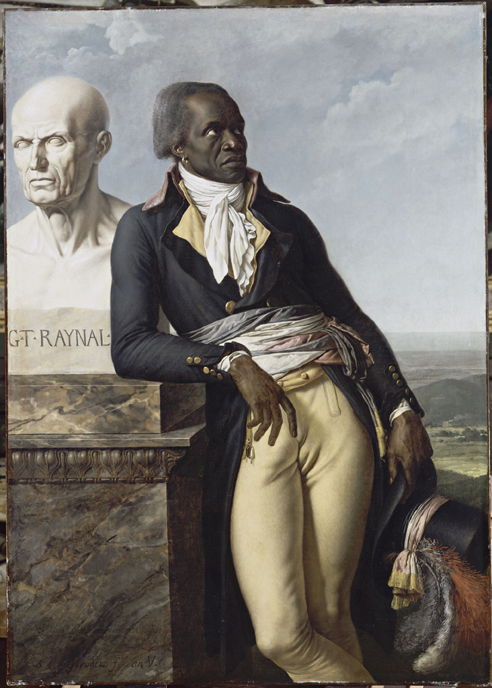
Jean-Baptiste Belley, premier député noir élu à la Convention.

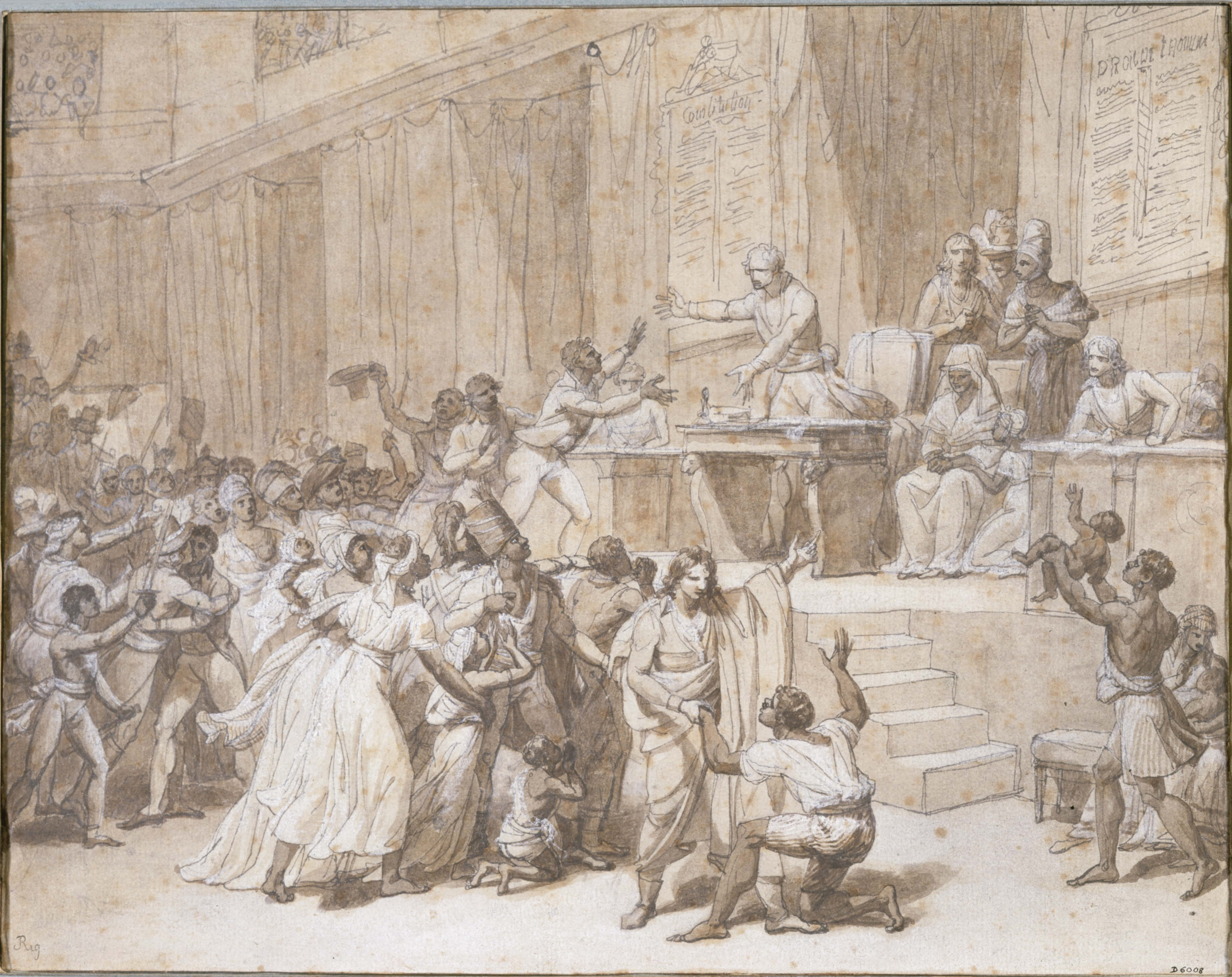
L’abolition de l’esclavage par la Convention, le 16 pluviôse an II (4 février 1794), par Nicolas-André Monsiau.

À la recherche d'alliés, Sonthonax proclame de son propre chef l'abolition de l'esclavage le 29 août 1793 dans le Nord de l'île. Un mois plus tard, Polverel fait de même dans le reste du pays. Afin de faire avaliser cette décision, les commissaires civils choisissent trois députés, l'un Blanc, l'autre mulâtre, le troisième Noir — Jean-Baptiste Belley — qu'ils envoient à Paris. Devant le rapport de ces députés, la Convention vote, dans l'enthousiasme, le 4 février 1794, la fin de l'esclavage sur l'ensemble de l'île de Saint-Domingue et l'étend aux autres colonies sur demande de René Levasseur, de Jean-François Delacroix, de l'abbé Henri Grégoire, de Joseph Cambon et de Georges Danton.
Deux journaux, le Républicain de Charles Duval et le Créole Patriote de Claude Milscent, relatent de manière détaillée la soirée du 16 Pluviôse an II au club des Jacobins. Les trois députés de Saint-Domingue sont accueillis à la Société, présidée par Jacques Reverchon qui leur donne l'accolade, et où Nicolas Maure, Philibert Simond, Antoine-François Momoro, Charles Duval débattent des conditions d'inscription. Le lendemain 17 Pluviôse à la Convention, Delacroix, Levasseur, Dufay, Grégoire, Rewbell, Thuriot et Charlier discutent de la rédaction du décret tandis que Jacques-Michel Coupé de l'Oise propose un plan de redistribution des terres dans la colonie et que Roger Ducos fait préciser que les Français propriétaires d'esclaves dans les colonies non-françaises doivent également mettre à exécution le décret.
Le 23 germinal an II-12 avril, le comité de salut public nomme une commission dans un décret signé par Barère, Collot d'Herbois, Carnot, Billaud-Varenne. La Convention montagnarde ne s'en tient pas là. Elle engage également une répression contre les lobbies esclavagistes. Ainsi, le 17 ventôse an II-7 mars 1794 sur demande de Dufay, Belley et Mills et par un décret signé Collot d'Herbois et Saint-Just, le Comité de Salut Public fait arrêter deux colons blancs de Saint-Domingue, Page et Brulley, qui intriguent contre eux. Le 19 ventôse an II-9 mars, tous les autres colons de Saint-Domingue sont appréhendés par la Convention après intervention en ce sens de Jean-François Delacroix, Jean-François Rewbell, Moyse Bayle, Didier Thirion. Mais Page et Brulley gardent à la Convention un autre allié en la personne du député métis de la Martinique, Janvier Littée, qui fait distribuer un pamphlet contre la députation de Saint-Domingue. À Brest, deux membres du CSP en mission, Prieur de la Marne et Jeanbon Saint-André mettent au printemps 1794 en arrestation de nombreux colons esclavagistes de Saint-Domingue expulsés de la colonie par Sonthonax et Polverel. Influencés par la lettre envoyée le 4 Floréal an II-23 avril 1794 que les trois députés de Saint-Domingue ont écrite à Robespierre, ce dernier, ainsi que Couthon, Saint-Just, Barère et André Jeanbon Saint-André, mettent sous surveillance, en messidor an II-juin et juillet 1794, Janvier Littée par l'intermédiaire de l'agent Claude Guérin.

##### Maintien de l'abolition pendant la réaction thermidorienne
La Convention Montagnarde n'a pas accédé à la demande de Bourdon de l'Oise d'abroger son décret de mise en accusation de Sonthonax et de Polverel voté le 16 juillet 1793 ce jour-là après intervention de Billaud-Varenne. C'est Jean-Jacques Bréard qui les fait réhabiliter le 25 octobre 1795 par la Convention Thermidorienne. Le décret du 16 pluviôse an II est sans doute la seule mesure votée par la Convention montagnarde, qu'après juillet 1794 les Thermidoriens, puis le Directoire, ne mettent pas en cause. Parmi les tombeurs montagnards de Robespierre nombre d'entre eux étaient des antiesclavagistes déclarés par leurs positions publiques ou leurs signatures d'arrêtés : Dubois-Crancé, Merlin de Thionville, Collot d'Herbois, Brival, Bourdon de l'Oise, Cambon, Maribon de Montaut, Thuriot, Charlier, Charles Duval, Rewbell, Carnot, Barère, Billaud-Varenne, Bayle, Thirion, Prieur de la Côte d'Or ; et même parmi les plus dangereux ennemis de Robespierre, les représentants en mission Jean-Lambert Tallien et Joseph Fouché qu'il a fait rappeler de Bordeaux et de Lyon pour leurs crimes et rapines. Par ailleurs Grégoire qui ne participe pas au coup d'État, se félicite auprès de ses administrés, le 13 thermidor an II/31 juillet 1794 de la mort de Maximilien Robespierre (comme de ses quatre proches), le renie après coup dans ses multiples rapports sur le vandalisme mais ne modifie pas d'un iota ses positions sur l'esclavage. Le décret est même inscrit en 1795 dans la constitution de l'an III : les colonies deviennent des départements.
Dans un rapport sur les colonies François-Antoine de Boissy d'Anglas salue l'unique mesure positive à ses yeux prise par « la tyrannie ». Et en 1799 Garran-Coulon rend un hommage similaire au rôle de Danton, que pourtant les thermidoriens se sont refusés en 1795 à réhabiliter comme victime de Robespierre. Dans cette optique en 1796 est créée par des survivants de la société des Amis des Noirs tels que Lanthenas, Grégoire, Benjamin-Sigismond Frossard, Joseph Servan, ainsi que par d'autres antiesclavagistes d'horizons politiques divers comme Garran-Coulon, Jean-Baptiste Say, Charles Duval, Jacques Duplantier, Étienne Laveaux, une deuxième société, la Société des Amis des Noirs et des Colonies. Elle a pour but la consolidation du décret philanthropique et de la départementalisation de Saint-Domingue. Mais dans un souci de concorde à l'instar de Julien Raimond et de Leborgne, les colons esclavagistes de Saint-Domingue sont libérés après Thermidor.
La seule vraie rupture qu'impose Thermidor est la fin de la lecture à la Convention des lettres de félicitations pour le vote du décret et annonces de fêtes qui affluent entre le 8 février et le 19 juillet 1794. Et à ce jour, dans le milieu thermidorien on ne trouve que Jean Pierre André Amar et Robert Lindet qui ont manifesté une hostilité assez active au décret du 16 pluviôse an II, en étroite relation avec Page et Brulley qu'ils ont continué à fréquenter jusqu'à leur arrestation en mars 1794. Encore ne doit-on pas oublier dans l'enthousiasme abolitionniste le rôle des Dantonistes invoqué au XIXe siècle par l'historien Jules Michelet, dont il perçoit le mouvement comme étant à la gauche des Robespierristes auxquels ils paraissent « surtout vouloir ôter le monopole de la bienfaisance ». On peut alors comprendre que « dans une voie d'attendrissement qui étonnait, alarmait » [...] L'affranchissement des Noirs, et les scènes d’ivresse et d’enthousiasme qui en résultèrent, attendrissaient encore les cœurs ».
C'est abusivement d'après de nouvelles controverses qu'on a réduit aux XXe et XXIe siècles le discours de Danton prononcé le 16 pluviôse an II à un opportunisme anti-anglais. Ce 16 Pluviôse an II, c'est en premier lieu sous le signe des droits de l'homme dans les colonies que Danton s'exprime ; et assez longuement. C'est une apostrophe apocryphe qu'il n'a peut-être jamais envoyée : « l'Anglais voit s'anéantir son commerce » a fait penser radicalement le contraire. Car elle est absente de la version célèbre du Moniteur Universel comme de la presque totalité des comptes rendus des journaux : seul à l'époque le journal des débats et des décrets la rapporte ; et c'est la lutte contre les colons esclavagistes français, alliés de l'Angleterre, qui l'amène à crier « l'Anglais est mort ».

### Toussaint Louverture et la révolution noire

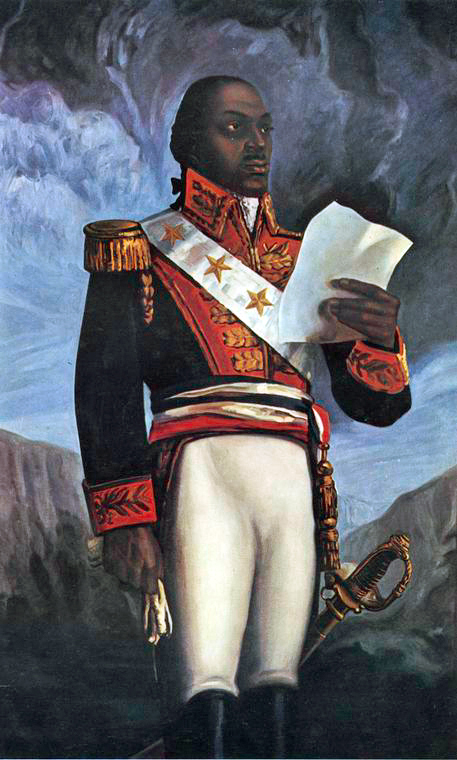
Le général Toussaint Louverture.

L'affranchi Toussaint Bréda — du nom de la plantation au Haut-du-Cap où il est né en 1743 —, futur Toussaint Louverture, exerce, malgré sa petite taille, un ascendant, tant par ses origines africaines qu'on dit royales d'Allada que par ses qualités de lettré, de cavalier et de médecin par les plantes. Il devient le conseiller et l'aide de camp de Georges Biassou, l'un des successeurs de Boukman, qui se rallie aux Espagnols de l'Est de l'île en 1793, afin de combattre les colons et les Anglais. Parmi ses victoires, celle qui ouvre un passage dans la colonie et lui vaut le surnom de « L'Ouverture ».
L'abolition de l'esclavage par les commissaires civils le fait réfléchir. Après un échange de courriers avec le général républicain Étienne Maynaud de Bizefranc de Lavaux, en mai 1794, il refoule les Espagnols à la frontière orientale de l'île puis obtient leur reddition et le traité de San Idelfonso, qui donne à la France toute la partie orientale de l'île. En 1795, il libère l'intérieur des terres.
La Convention l'élève au grade de général en juillet. En mars 1796, le gouverneur Laveaux, qu'il a délivré d'une révolte au Cap, le nomme lieutenant-général de Saint-Domingue.
Toussaint Louverture préfère ensuite éloigner les représentants de l'autorité métropolitaine, y compris Laveaux en octobre 1796 et Sonthonax en août 1797, pourtant revenu comme commissaire civil, préférant les faire élire députés de Saint-Domingue à Paris, où il a besoin d'appuis et où a été fondé en février 1796 une deuxième Société des Amis des Noirs, la Société des Amis des Noirs et des Colonies, par Garran-Coulon, Lanthenas et surtout l'abbé Grégoire.
Grâce aux renforts arrivés de métropole en mai 1796, il intensifie la lutte contre les Anglais qui tiennent de nombreux ports. Lassés d'un combat sans espoir, ceux-ci finissent par négocier directement avec lui lors de l'armistice du 30 mars 1798 et abandonnent Saint-Domingue le 31 août 1798.

### Interventions espagnoles et britanniques (1793-1798)
Les 1500 anciens légionnaires noirs de Saint-Domingue ayant participé à la guerre d'Indépendance américaine se mobilisent contre l'envahisseur anglais qui débarque en septembre 1793 après la déclaration de guerre du 1er février 1793, précédée par le lobbying des planteurs français réfugiés à la Jamaïque.
Mais la position anglaise évolue après la seconde guerre des nègres marrons de Jamaïque, en 1795-1796, dont la répression à l'aide de chiens est massivement critiquée en Angleterre, obligeant à en déporter 568 l'année suivante en Nouvelle-Écosse, au Canada et à prendre en compte la difficulté à maintenir l'esclavage. Le gouverneur de la Jamaïque Edward Trelawny a déjà trouvé une solution en 1739-1740 en reconnaissant en plein Pays Cockpit une « république noire » avec la contrepartie qu'elle n'aide plus à fuir d'autres esclaves, et les Anglais infléchissent leur politique vers 1796-1797 en envisageant de négocier avec les noirs libres à Saint-Domingue.
Après le Traité de Whitehall d'avril 1793 signé par les grands propriétaires de Saint-Domingue avec les Britanniques, ils débarquent en deux points de Saint-Domingue le 19 septembre 1793. Le gros de leurs troupes vise avant tout le Nord de la colonie, plus riche, mais il y a aussi 500 hommes de la garnison de la Jamaïque, qui débarquent à Jérémie dans la Péninsule de Tiburon, qui s’étend au sud-ouest, avec les villes de Jacmel, Les Cayes et Léogâne.
C'est la région d'André Rigaud, qui les repousse temporairement le 4 octobre à Tiburon, où il est ensuite défait en février 1794 puis à nouveau battu en avril 1794 et doit les laisser prendre Port-au-Prince le 1er juin 1794. Rigaud permet alors aux commissaires de la République Sonthonax et Polverel à Les Cayes, son fief de l'extrémité sud-ouest de cette Péninsule de Tiburon. Dans un rapport militaire, Toussaint-Louverture le félicite d'avoir ainsi « préservé le département du Sud de l'invasion totale qui le menaçait », tout en estimant que Tiburon lui fut abandonnée par le lieutenant-colonel Bradford qui commandait cette place avec 500 soldats, dont une partie fuit vers Les Irois. Occupée par les Anglais depuis février 1794, Tiburon est ainsi reprise le 29 décembre 1794, par Rigaud via de vrais combats selon une autre version, tandis que Léogane, sa plus belle conquête, lui est aussi livrée.
Le 13 juillet 1795, un rapport du Comité de salut public salue les chefs militaires qui, 
« privés des secours de la métropole, et même des nouvelles de ce qui s'y passait, sont restés fidèles à leur patrie et ont combattu pour elle. ». Un décret de la Convention du même mois nomme Laveaux général de division et gouverneur provisoire. Les colonels Villate, Rigaud et Beauvais, ainsi que Toussaint-Louverture sont nommés généraux de brigade. Rigaud reprend à nouveau Tiburon le 9 décembre 1795, à l'issue de la saison de la fièvre jaune, enlevant aux Anglais tout espoir de pénétrer dans Les Cayes. Il participe plus tard à la conquête de Port-au-Prince mais sans remonter vers le nord à la capitale de l'époque, le Cap-Français.
Les anglais ayant eu recours à un grand nombre de soldats des « légions africaines au service de la Grande-Bretagne », en particulier celle connue sous le nom de « chasseurs de Dessources », qui s'était emparée fin 1795 du village des Verrettes, au nord de Port-au-Prince, Sonthonax scinde ensuite l'armée, pour créer des « compagnies franches, composées de nègres et de mulâtres libres », la Légion de l'Égalité, la Légion de l'Ouest, et la Légion du Sud.
Le printemps et l'été 1796 voient poindre les premières racines de la « guerre des couteaux ».
Le 20 mars 1796, Rigaud, qui accuse Laveaux de favoriser les noirs est arrêté dans la capitale, le Cap-Français, par Jean-Louis Villatte, un noir nommé général de brigade depuis le 23 juillet 1795. Louverture se joint à lui pour libérer le général Laveaux puis équipe 16 000 hommes avec les armes arrivées de France en mai, tandis que le 21 juillet 1796, les commissaires civils menés par Sonthonax arrêtent le général Rochambeau qui refuse d’occuper Santo Domingo. Le 6 août 1796, Sonthonax publie au Cap une constitution réclamant convocation d'une assemblée électorale uniqueet le 24 septembre 1796. Six députés pour toute la colonie sont élus parmi lesquels Sonthonax et Laveaux. Au même moment, de « malheureux événements » surviennent en septembre 1796 dans Les Cayes et à Saint-Louis, où les victimes sont évaluées à plus de 200, fief de Rigaud, qui font l'objet d'un rapport défavorable envoyé au directoire par Sonthonax.
Le 15 janvier 1797, Rigaud, inculpé dans cette affaire, déclare qu'il n'abandonnera pas son poste. Il charge alors, sans succès le commandant militaire de Miragoane de proposer à Toussaint Louverture une révolte contre Sonthonax. Toussaint Louverture pousse cependant Sonthonax à rentrer en France dès l'été 1797. Entre-temps, en février 1797, s'inspirant d'un rapport de Louis-Pierre Dufay, un abolitionniste marié dans une famille sucrière du Nord de Saint-Domingue, qui est représentant de la colonie depuis septembre 1793 et acquéreur de plantations dans les années qui suivent, le Conseil des Cinq-Cents subdivise la colonie en 5 départements, tandis qu'en mars le général britannique John Graves Simcoe débarque à Port Républicain, avec pour mission de favoriser les diverses revendication d'autonomie, afin d'enlever Saint-Domingue à la France. Mais en avril, Rigaud échoue toujours à reprendre le fort tenu par les Britanniques dans le port de Les Irois et le 3 mai, Louverture, confirmé comme gouverneur de la colonie, est même promu général de division par Sonthonax, ce qui irrite Rigaud.
Dès juillet dans l'Arrondissement de Vallières, près de l'ex-frontière espagnole, le colonel Henri Christophe, proche de Louverture, neutralise les anciennes troupes pro espagnoles de Jean François, « les vendéens de Saint-Domingue », soutenus par les Britanniques. John Graves Simcoe est alors remplacé dès août, par le général John Whyte.

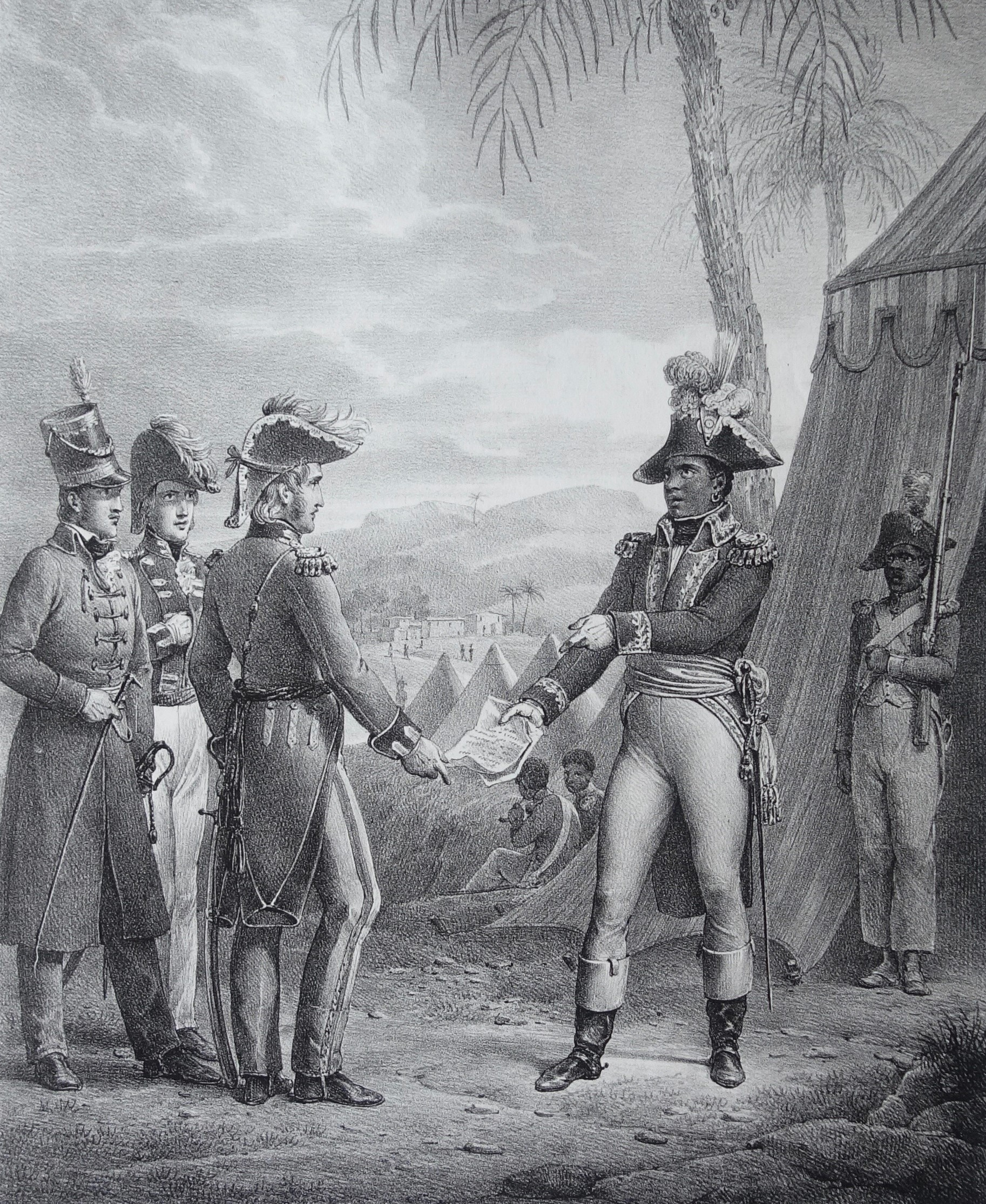
Le général Toussaint Louverture recevant le général anglais Thomas Maitland le 30 mars 1798.

En août 1798, le général de division Toussaint Louverture négocie la reddition des Britanniques occupant encore l’Ouest de l’île. L’accord signé entre les deux parties prévoit notamment l’ouverture des ports de Saint-Domingue aux navires de commerce britanniques, alors même que la France est encore en guerre avec la Grande-Bretagne. Le général Hédouville, supérieur hiérarchique de Toussaint en poste depuis mars 1798, furieux d’une telle insubordination, s’émeut plus encore du contenu de l’accord. La dégradation de leur relation est telle que Toussaint organise en octobre 1798 une révolte populaire forçant Hédouville à quitter l’île. La veille de son départ forcé, Hédouville décharge le général André Rigaud contrôlant le Sud de l’île, de toute sujétion à l’égard de Toussaint Louverture.

### «Guerre des couteaux» (juin 1799-mars 1800)
La « guerre des couteaux » ou « guerre du Sud » est parfois présentée comme un conflit entre la « caste » des Noirs, représentés par Toussaint Louverture, et celle des Mulâtres, censés être représentés par André Rigaud car il a fait partie avant la Révolution française des gens de couleur libres. Cependant, selon l'historien Frédéric Régent, ce conflit n’est pas une question de couleur, mais une lutte pour le contrôle du territoire,. Pour le professeur Paul Delmotte, on « peut aussi y voir la main des puissances étrangères ».

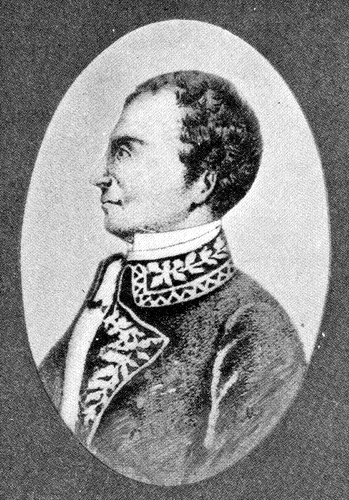
André Rigaud (1761-1811).

André Rigaud contrôle un Sud plus accidenté et moins riche, plus axé sur le café avec des implantations de gens de couleur libres, séparé par des montagnes des plaines du Nord plus riches, où l'esclavage sucrier est plus ancien et plus riche. Conscient comme Louverture de l'opposition du lobby colonial et moins abolitionniste, il préfère se concentrer sur l’égalité entre mulâtres et blancs et constitue son armée avec l’aide de planteurs français, qui espèrent que la convention commerciale tripartite de 1799, préparée depuis avril et signée en juin, cinq jours avant le début de la « guerre du Sud », peut faire changer la Métropole sur la question de l'esclavage. Prévisible dès 1798, elle cristallise pendant 4 ans « la division entre Nord noir et un Sud mulâtre ».
Le terme de « guerre des couteaux » est cependant aussi utilisé pour les événements survenus dans le Nord de la colonie deux ans plus tard, en octobre-novembre 1801, et qui impliquent aussi Lamour Desrances, « parce que seulement poignards et couteaux avaient été utilisés pour tuer ».
La « guerre du Sud » trouve ses racines dans les conflits militaires parfois vieux d'un quart de siècle. Toussaint Louverture a pour lieutenants Henry Christophe et Jean-Jacques Dessalines. En face, André Rigaud est appuyé par Lamour Desrances et Alexandre Pétion.
André Rigaud a grandi à Bordeaux avant d'être enrôlé, tout comme Henri Christophe et Alexandre Pétion, par un grand planteur de Saint-Domingue, François de Fontanges, chef d'état-major de l'amiral d'Estaing lors de l'expédition du siège de Savannah, point fort de la guerre d'indépendance américaine (1776-1784). Les Anglais avaient concentré leurs forces dans le Sud, en Georgie, grâce à des milliers de loyalistes noirs, les anciens esclaves à qui ils avaient accordé un statut d'affranchis, en échange de leur mobilisation militaire, dans bien des cas contre leurs anciens maitres.
Savannah étant en difficulté, les Français volent au secours des Américains en enrôlant à leur tour une légion de 800 fusiliers noirs de Saint-Domingue, créé par un décret de juillet 1779 aux ordres du marquis de Rouvray, qui s'illustre par une attaque héroïque à la baïonnette, qui sauve l'armée franco-américaine en danger. Dès la guerre d'indépendance américaine terminée, François de Fontanges, chef d'état-major de l'amiral d'Estaing lors de l'expédition du siège de Savannah, est nommé le 21 juillet 1785 commandant de la partie sud de Saint-Domingue, où s'installent la plupart des légionnaires noirs affranchis, où il signe le 23 octobre 1791 à Croix-des-Bouquets un concordat leur accordant les mêmes droits civiques que les colons, qui ont réagi en condamnant à mort , son ancien compagnon d'armes du Siège de Savannah, le métis Jean-Baptiste Chavannes, puis un second pacte de reconnaissance des affranchis en 1792
, ce qui déclenche des représailles des colons,, l'obligeant à se réfugier dans la zone espagnole de l'Île en 1793.
D'autres sont partisans d'André Rigaud, comme Pierre Lambert et Louis-Jacques Beauvais.
Le 27 mars 1798, le directoire envoie le général Gabriel de Hédouville, qui dès son arrivée en avril propose sans succès à Louverture de rentrer en France car il désapprouve l'armistice du 30 mars 1798 avec les Anglais. Son administration civile exige des réformes en déplorant un « esprit de vagabondage », surtout favorisé par l'état de guerre permanent depuis 4 ans et demi, , selon la biographie de Toussaint Louverture, écrite en 1877 par le bordelais Thomas-Prosper Gragnon-Lacoste grâce aux manuscrits personnels et archives confiés par Isaac, fils de Toussaint Louverture. Recoupés par les archives et témoignages des pères de l'histoire d'Haïti, Madiou et Ardouin, ces « précieux papiers de la collection Gragnon-Lacoste » ont servi pour une autre biographie de Toussaint Louverture, écrite en 1889 par Victor Schœlcher. Ces demandes entrainent des règlements de culture ayant pour objet de rendre le travail obligatoire, édictés par Louis-Jacques Beauvais à Jacmel et André Rigaud ailleurs dans le Sud, mais des « moyens vexatoires » ne sont « employés que par Dessalines dans quelques arrondissements ». Au cours de cette période, mi-1798, le secrétaire d'État américain Timothy Pickering confirme que les États-Unis acceptent la reprise des relations commerciales en cas de victoire de Toussaint Louverture mais le 22 août, André Rigaud récupère la ville de Jérémie.
En août 1798 Gabriel de Hédouville est contesté puis chassé en octobre 1798, par une révolte populaire. La veille de son départ, il décharge le général André Rigaud de toute sujétion à l’égard de Toussaint Louverture. Dans la foulée, en janvier 1799 André Rigaud décide ainsi de refuser de reconnaitre l’autorité de Louverture, car ce dernier est accusé de trahison par Hédouville. Port-au-Prince devient le nouveau siège de l'Agence du gouvernement français, où le nouveau commissaire de la République Philippe-Rose Roume de Saint-Laurent, ex-commissaire-ordonnateur de l'île de Tobago, soutient Louverture contre Hédouville et écrit le 17 janvier 1799 à Rigaud, en lui proposant de concerter avec Louverture puis une autre le 22 janvier, où il laisse « percer ses appréhensions », car Rigaud, qui étend les frontières de son emprise sur le sud, n'obéit déjà plus. Même s'il renonce à ses prétentions sur le Grand et le Petit-Goâve, il ne veut pas abandonner Miragoâne et, dès le 25 février 1799, Roume réinstalle l'Agence au Cap-Français. C'est l'époque où le projet de Roume d'invasion de la Jamaïque, s'appuyant sur les armes accumulées pour écraser Rigaud, est mis à bas par Toussaint Louverture, qui a dans ses propres plans l'amitié de l'Angleterre.
En avril 1799, Louverture reproche à Rigaud son insubordination et le soupçonne d'être manipulé par les exilés français. Roume écrit à Rigaud le 27 avril 1799, deux jours après la signature d'un premier accord d'approvisionnement avec les États-Unis, une lettre dans laquelle il salue cette décision de Louverture, prélude à la signature 13 juin de la convention commerciale tripartite de 1799 avec l'Angleterre et les États-Unis. Quatre jours après, le 17 Jean-Pierre Delva, issu d'une ancienne famille d'affranchis hostiles à Louverture », livre le fort du Petit-Goâve à deux lieutenants de Rigaud, Faubert et Renaud-Desruisseaux. Rigaud y envoie Faubert s’installer pour en faire une partie intégrante du département du Sud. Il livre la place au pillage, massacre tous les blancs puis obtient dans la foulée la chute du Grand-Goâve. C'est le début de la « guerre du Sud ».
Christophe Mornay, accusé de l'inaction de ses troupes au fort du Petit-Goâve, est sanctionné. Dessalines entre avec ses troupes au Port Républicain puis à Léogâne avec 20 000 hommes. Dès octobre, Roume confirme Dessalines commandant en chef de l’armée de l'Ouest et le général de brigade Moyse Louverture est nommé commandant en chef de l’armée du Nord.
Au cours de ce conflit de huit de mois, Lamour Desrances, qui a constitué un groupe rebelle dans la plaine de l'Arcahaie entre Port-au-Prince et Saint-Marc, après son évasion d'une plantation, est l'un des rares officiers noirs à rejoindre André Rigaud, et il étend la guerre vers le nord-est. Le 30 septembre 1799, il organise « l'escarmouche de Soissons » du nom de la sucrerie de la famille bordelaise des Cellier-Soissons, une embuscade dans la Montagne aux abords de la sucrerie de la famille bordelaise des Cellier-Soissons dans les hauteurs de la Plaine du Cul-de-Sac, à l'est du golfe de la Gonâve dans laquelle tombe une douzaine de blancs d'origine gasconne de la garde nationale de Port-au-Prince, menés par le capitaine Jacques-Joseph Lespinasse. L'officier supérieur Magloire Ambroise sauve lui une centaine de familles, lors du siège de Jacmel, qui est le moment fort de ce conflit militaire, ce qui lui vaut d'être nommé commandant de Jacmel en 1802 par Jean-Jacques Dessalines. Lors de ce siège de Jacmel, qui dure trois mois, Rigaud reste cantonné dans Aquin mais reçoit le soutien d'Alexandre Pétion, autres métis expérimenté qui a lui aussi vécu en France, où il a reçu une formation militaire en 1778.

### Suites de la «guerre des couteaux»
Toussaint Louverture sort vainqueur de la guerre des couteaux, mais affaibli. Il a plus d'ennemis que jamais. En mars 1800, après la prise de Jacmel par Toussaint Louverture, André Rigaud négocie son évacuation et s'embarque pour plusieurs destinations, avec pour objectif la France, en compagnie de deux chefs militaires expérimentés, les métis Alexandre Pétion et Jean-Pierre Boyer. Ils reviendront deux ans plus tard via l'expédition de Saint-Domingue, qui en fait à nouveau des officiers supérieurs.
Le frère d'André Rigaud, François Rigaud, autre chef militaire, et plusieurs de ses compagnons, partent eux pour la Guadeloupe, où ils sont bien accueillis mais plus tard fusillés par les troupes de Napoléon au printemps 1802.
Un autre partisan d'André Rigaud, Lamour Desrances et ses compagnons d'armes se dispersent dans les forêts pour échapper à Toussaint Louverture et Jean-Jacques Dessalines après la défaite.
Le combat contre André Rigaud, démarré cinq mois avant l'arrivée de Napoléon au pouvoir par la force en décembre 1799 s'est continué contre la volonté de ce dernier, qui envisage alors d'utiliser les armées haïtiennes pour conquérir la Jamaïque, où la production sucrière s'est envolée.
Toussaint Louverture privilégie dès les mois qui suivent la fin de cette guerre la remise en marche de l'économie en invitant les colons à revenir, y compris ceux qui ont choisi le parti contre-révolutionnaire. Il publie, le 12 octobre 1800, un règlement de culture qui institue le travail forcé puis renforce sa position face à la Métropole, par le déploiement des troupes en janvier 1801 dans la partie espagnole de l'île d'Hispaniola, ce qui n'est finalement pas apprécié par Napoléon, d'autant plus qu'il étend à ce territoire l'abolition de l'esclavage.
Si le 18 février 1801, Bonaparte nomme Toussaint général de la partie française, il fait rayer secrètement le chef noir des cadres de l'armée dès le 29 mars suivant. Trois mois plus tard, le 3 juillet 1801, Toussaint Louverture promulgue la Constitution de Saint-Domingue de 1801 afin d'afficher une stabilité politique, objectif qui vire à la répression sanglante des troubles d'octobre-novembre 1801.

### Troubles d'octobre-novembre 1801
Assez peu documentée, une révolte de cultivateurs du Nord démarre dès « les derniers jours d’octobre 1801 » au cours de laquelle ils sont accusés de massacrer des blancs. Moyse Louverture, neveu et fils adoptif de Toussaint, apparaît « comme le porte-drapeau de la révolte ». Il est alors l'un des deux généraux de division de la colonie, avec Jean-Jacques Dessalines, après avoir joué un rôle important dans la conquête de la partie orientale de l'île avant 1795.
Commandant des soldats du Nord, avec sous ses ordres le colonel Henri Christophe, commandant du Cap-Haïtien, il est aussi « inspecteur général de culture » et affirme que les noirs n'ont pas conquis leur liberté pour rester assujettis à des propriétaires blancs via le travail obligatoire. Il demande alors que l'État transfère la propriété de la terre aux officiers, soldats et cultivateurs, alors que la politique agraire de Toussaint Louverture, à la recherche d'alliés internationaux, vise une prospérité plus immédiate, selon l'analyse de Paul Moral.
Selon Céligny Ardouin, lors de cette révolte, Toussaint Louverture et Jean-Jacques Dessalines ont marché sur les secteurs tenus par les partisans de Lamour Desrances, les obligeant à se disperser dans les forêts,. Dans ses écrits, Toussaint Louverture accuse plus tard Lamour Desrances, en déplorant que Leclerc l'ait fait général de brigade, d'être responsable du fait que les habitants de la Plaine du Cul-de-Sac aient été assassinés car il a poussé les cultivateurs à la révolte et pillé toute cette partie de l'île.
Selon d'autres sources, ces événements portent sur « les contradictions d’intérêts spécifiques entre les trois groupes sur la question de la propriété de la terre » les révoltés protestant contre le choix qui vient d'être fait de reconstituer la grande propriété. Le 24 novembre 1801, Moyse Louverture et treize des siens « sont exécutés au Grand-Fort, non loin du Port-de-Paix, après qu'une commission martiale ait rendu un jugement de mort, sur l'ordre » de Toussaint Louverture. Ses aides de camp et secrétaires sont ainsi tous fusillés sans aucune forme de procès, selon le Petit précis historique des annales de la colonie française de Saint-Domingue, conservé aux Archives de la Vienne, recoupé avec le texte publié en 1820 par le général François Joseph Pamphile de Lacroix, qui pourrait par ailleurs être l'auteur du précis car sa publication de 1820 « en livre la quintessensce ». François Joseph Pamphile de Lacroix, chef d'état-major de l'expédition de Saint-Domingue réussit les négociations et démarches conciliatrices permettant le ralliement d'une large partie de l'armée de Toussaint Louverture au printemps 1802 après celle des milices espagnoles, en reprenant les forts d'Ouanaminthe et de Laxavon, et les abords de la rivière du Massacre.
Toussaint Louverture « a-t-il manœuvré son neveu, qui ne s'est jamais comporté en coupable » ? C'est l'hypothèse développée par plusieurs universitaires et notamment étayée par l'historien Pierre Pluchon dans la revue d'histoire Outre-Mers en 1992. Toussaint Louverture aurait ainsi fait coup double en éliminant un important rival éventuel, tout en essayant « d'apaiser le courroux de Bonaparte en lui offrant la tête d'un rebelle à la République ».
Pierre Pluchon souligne le contenu de la proclamation du 25 novembre 1801, effectuée au lendemain de cette exécution de Moyse Louverture, dans laquelle Toussaint Louverture se présente en « restaurateur de la paix, de l'ordre social traditionnel, en protecteur de la liberté, de la sûreté des gens et des propriétés, en artisan laborieux du redressement et de la prospérité économiques », une véritable « entreprise de séduction de l'autorité métropolitaine », qui sévèrement « flétrit la mémoire de Moyse Louverture », afin d'assurer la mort à ceux qui seraient tentés de suivre son exemple.
Au même moment, autre « geste de bonne volonté à l'égard de Paris », il décide plusieurs mesures de police pour « la sauvegarde des personnes et des biens ».
C'est le moment aussi où Toussaint Louverture « rappelle aux commandants militaires » que son arrêté relatif aux cultures du 12 octobre 1800 doit être « exécuté dans sa forme et teneur ». Toutefois, si l'économie de plantation fait l'objet de tant de soins, « rien n'est dit sur la propriété légitime des habitations, sur la restitution des plantations aux maîtres blancs en règle avec la loi ».

### Préparatifs de guerre accélérés
Le 20 décembre 1801, dans une seconde proclamation, Louverture corrige le tir dans l'autre sens, en flattant les réformes de la révolution haïtienne, notamment la promotion massive des noirs dans l'armée, car il a maintenant acquis « la certitude que Bonaparte, décidé à utiliser le rapprochement franco-anglais », confirmé par les préliminaires signés le 1er octobre 1801, « hâte le départ d'une puissante expédition militaire ».
Le 20 décembre 1801, Toussaint Louverture écrit au président de l'Assemblée centrale de la colonie, une première lettre, lui demandant de consulter chacun des membres sur le projet de porter les 13 demi-brigades de l'armée de Saint-Domingue, au complet de 1 500 hommes chacune. Le lendemain, une seconde lettre, datée du 21 décembre, demande au même président de cette assemblée des mesures de recrutement car l'effectif, en incluant les gardes d'honneur, guides, canonniers et gendarmerie à cheval, se limite à 25 000 hommes. Louverture souligne alors sa volonté d'opposer à la force par la force, au besoin, pour préserver la Constitution du 3 juillet 1801, pourtant jugée séparatiste par Bonaparte.
Confirmant qu'il a envoyé chercher ses enfants, il évoque notamment « les malveillants font courir le bruit que la France viendra avec des milliers d'hommes » et « les nouvelles de la paix entre la France et l'Angleterre, laquelle ne peut être comme certaine, tant que le gouvernement ne me l'annoncera pas officiellement », pour fustiger ceux « qui n'ont pas honte de dire devant des officiers et des soldats, qui depuis le commencement de la révolution, ont répandu leur sang pour le triomphe de la liberté et la prospérité de cette isle, que la France viendra les réduire, replonger les soldats dans l'esclavage et détruire les officiers ». « Pensent-ils que la France veuille, sans motifs, détruire ses enfants de Saint-Domingue, qui, vainqueurs de tous ses ennemis, intérieurs comme extérieurs, lui ont conservé cette colonie, et l'arrachant des mains de l'anarchie, l'ont rendue florissante? ».
Louverture se lie alors avec le général Dessalines par de « nouveaux serments », pour « terrifier ce qui restait de Blancs » et « se procurer le plus grand nombre d'armes possible et de hâter les nouvelles levées ». C'est seulement dès lors qu'il oblige tous les habitants à retirer une « carte de sûreté » dans les municipalités, fait incorporer les jeunes gens blancs dans l'armée et réunir les autres dans certains ports, inspecte les fortifications de l'île. Il fait arrêter Brouet, ex-juge du tribunal civil, propriétaire de magasins à Kingston, en Jamaïque, et au Cap-Français et de la plantation du Grand-Fond qu'il avait « abandonnée à la garde de Dieu et des infidèles », pour désigner la présence des hommes de l'Lamour Desrances.
Début janvier 1802, en inspection à Santo-Domingo, informé de l'arrivée imminente de Leclerc, Louverture écrit un nouveau manifeste à l'Assemblée centrale, daté du 22 janvier 1802, soulignant sa volonté de défendre la Constitution de Saint-Domingue.
Mais sa stratégie, sur fond d'arrivée surprise de l'expédition de Saint-Domingue, « trois mois plus tôt qu'on lui avait fait espérer », n'est pas de résister par des sièges ou batailles rangées à des Français mieux armés et équipés, mais de les « harceler » par une « guérilla générale » et imprévisible elle aussi.

### Reconquête française et guerre d'indépendance

#### Expédition militaire française (1802-1803)
En représailles, Napoléon Bonaparte, qui signe avec l'Angleterre les préliminaires de la paix d'Amiens le 18 octobre 1801, charge une expédition militaire de reprendre le contrôle de l'île. Composée de plusieurs escadres, réunissant des dizaines de milliers de soldats à bord de vaisseaux (le nombre de vaisseaux et de soldats embarqués varie selon les auteurs,) , elle est menée par le général Leclerc, beau-frère de Napoléon, mari de Pauline Bonaparte.
 

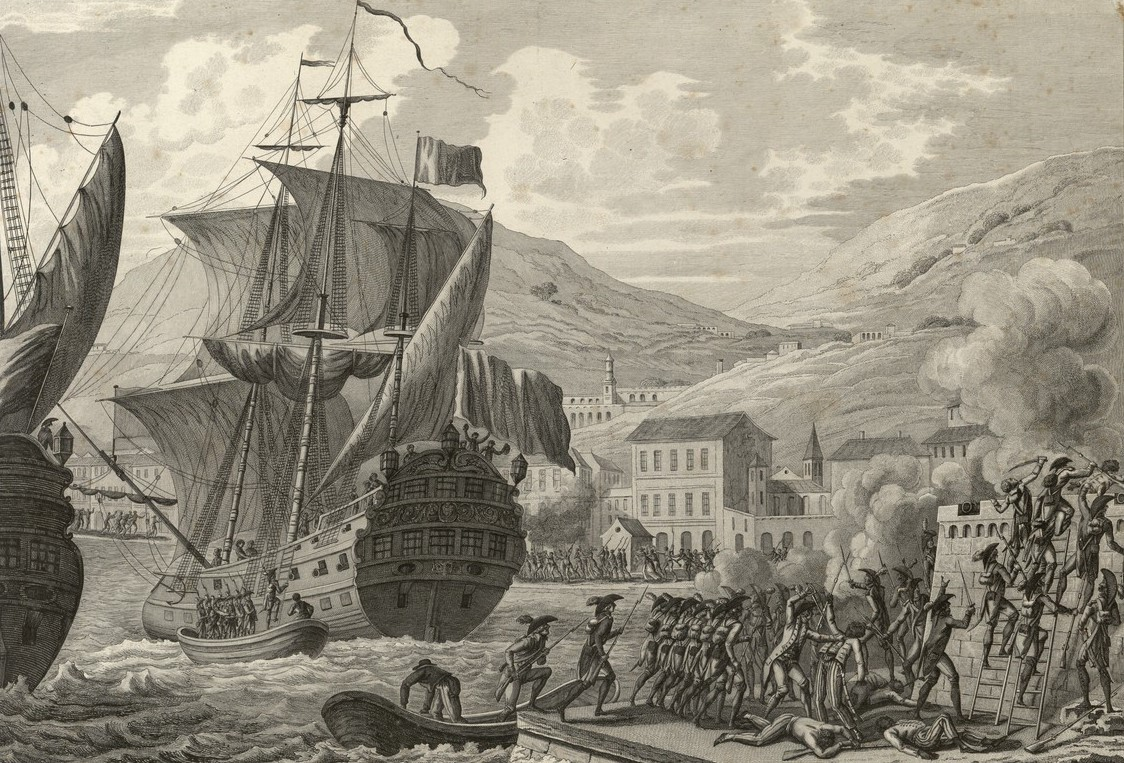
Prise du Cap-Français par le corps expéditionnaire en févier 1802.

Toussaint arrête une stratégie de défense issue du marronnage : les villes abandonnées à la troupe expéditionnaire française sont incendiées et les troupes locales se retirent sur les hauteurs pour pratiquer une guerre d'usure. Lorsque le général Leclerc arrive au port du Cap en février 1802, il donne un ultimatum de vingt-quatre heures au général Henri Christophe pour lui rendre la ville. Christophe lui répond alors ainsi : « Je ne vous livrerai la ville que lorsqu'elle sera en cendre et sur ces mêmes cendres je combattrai encore »,. Les Français investissent le plus souvent des villes en ruines, comme au Cap. Les Noirs résistent, mais reculent devant la puissance de l'armée de Leclerc. À la fin avril, au prix de cinq mille morts et autant de malades ou blessés, les Français tiennent toute la côte.

Le siège de la Crête à Pierrot en mars 1802, par Auguste Raffet.

Les généraux de Toussaint Louverture, dont Henri Christophe (en avril) et Jean-Jacques Dessalines, lors du siège de la Crête à Pierrot, après trois semaines de combat inégal et sanglant en mars 1802 — se rendent aux Français après d'âpres combats, si bien que Toussaint Louverture lui-même accepte sa reddition en mai 1802. Il est autorisé à se retirer sur l'une de ses plantations, à proximité du bourg d'Ennery, dans l'ouest de l'île, non loin de la côte. Plus tard, en partant pour la France, Toussaint prononce ces paroles : « En me renversant on n'a abattu à Saint-Domingue que le tronc de l'arbre de la liberté des noirs qui repoussera par ses racines car elles sont profondes et nombreuses. »
Napoléon promulgue la Loi du 20 mai 1802 qui maintient l'esclavage dans les colonies françaises où il n'a pu être aboli, ces dernières étant passées sous domination anglaise (Sainte-Lucie, Tobago et Martinique).
Le 7 juin 1802, Toussaint Louverture est arrêté malgré sa reddition et Jean-Jacques Dessalines, défait par les Français à la Crête-à-Pierrot, participe à cette arrestation. Louverture est déporté en France, il est interné au fort de Joux, dans le Doubs, où il meurt des rigueurs du climat et de malnutrition le 7 avril 1803, après avoir prophétisé la victoire des noirs.

#### Tentative de rétablissement de l'esclavage

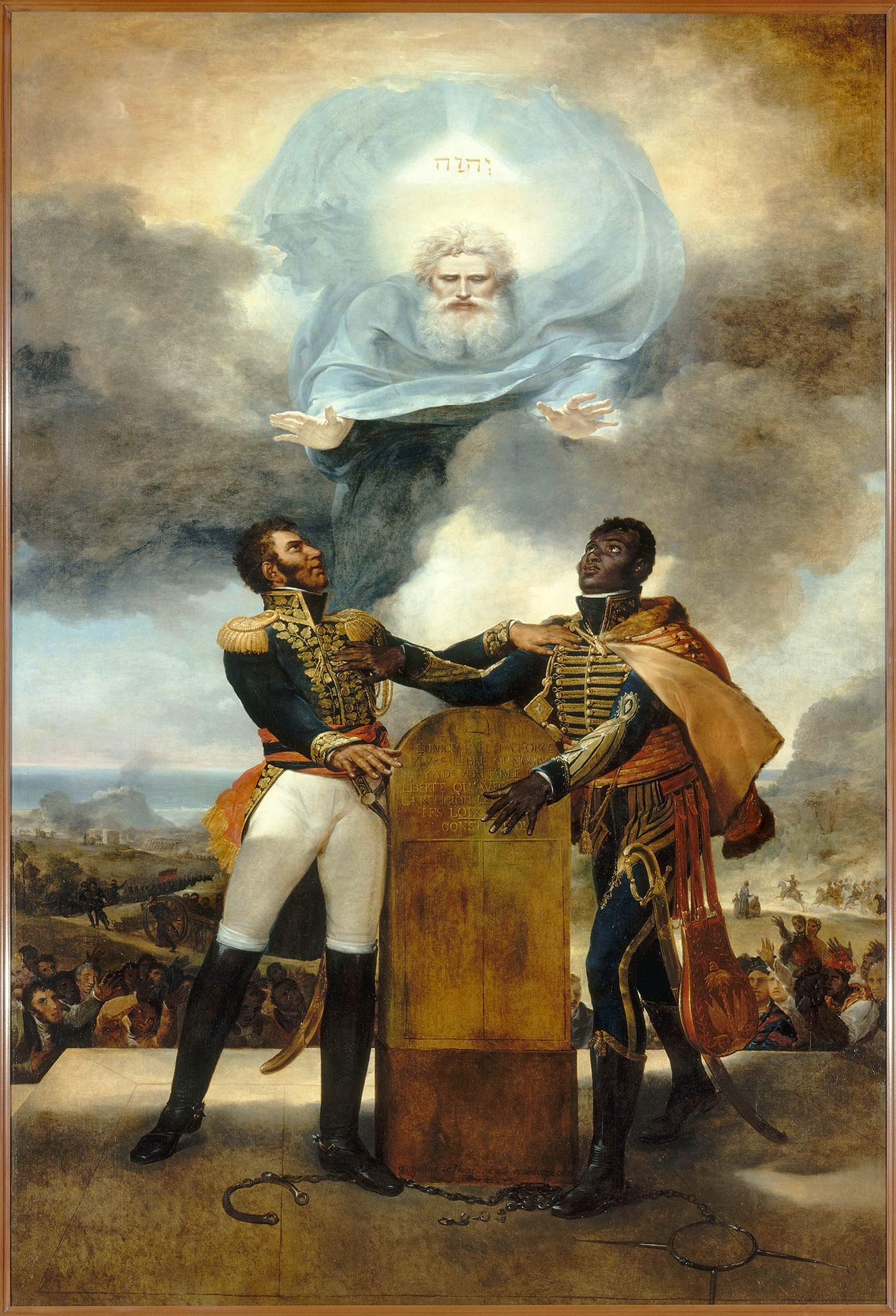
Le Serment des ancêtres, tableau réalisé en 1822 par Guillaume Guillon Lethière. C'est une allégorie de la rencontre, en novembre 1802, entre le Mulâtre Alexandre Pétion et le Noir Jean-Jacques Dessalines, qui participera à l'union des forces établissant la république d'Haïti contre la France.

Toussaint Louverture neutralisé, Leclerc reçoit l'ordre de rétablir l'esclavage et décide pour cela le désarmement de la population et le met en œuvre à grand renfort d'exécutions sommaires, asphyxie au souffre, noyades, molosses, déportations. Les chefs de couleur se détachent alors peu à peu de l'expédition de Saint-Domingue et rejoignent les insurgés, prenant conscience que l'expédition de Saint-Domingue a essentiellement pour but de rétablir l'esclavage à Saint-Domingue.
C'est en apprenant le rétablissement de l'esclavage à la Guadeloupe qu'Alexandre Pétion donne le signal de la révolte, le 13 octobre 1802. À la tête de cinq cent cinquante hommes, il marche contre le principal poste français du Haut-du-Cap, le cerne, le fait désarmer et sauve quatorze canonniers que les siens veulent égorger : l'armée des « indépendants » est alors formée. Les généraux Geffrard, Clervaux et Christophe viennent se joindre à Pétion, qui accepte de céder au dernier le commandement de l'insurrection.

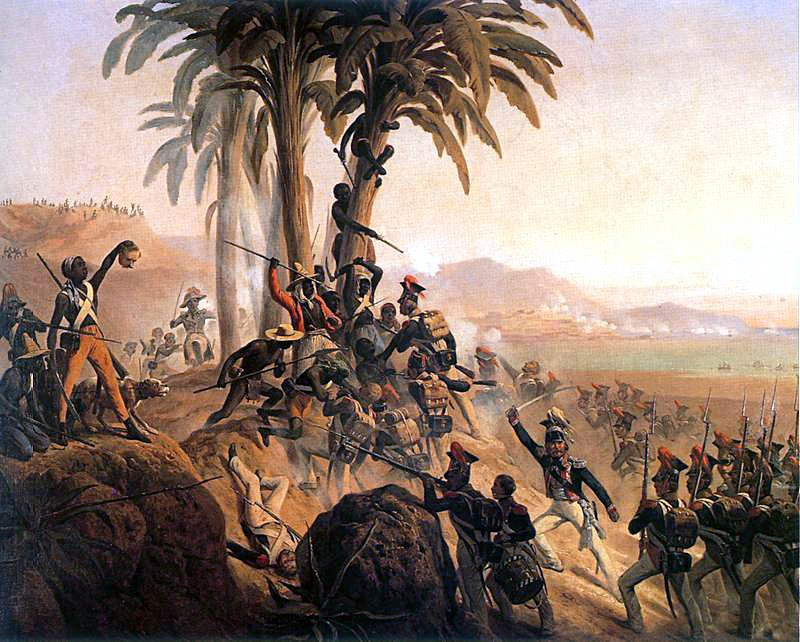
La Bataille de Saint-Domingue, huile sur toile de Janvier Suchodolski, 1845, Musée de l'Armée polonaise, Varsovie.

Dessalines rejoint alors de nouveau les révoltés, dirigés par Pétion, en octobre 1802. Au congrès de l'Arcahaie (15-18 mai 1803), Dessalines réalise à son profit l'unité de commandement. C'est lors de ce congrès que naît le premier drapeau haïtien, bicolore bleu et rouge, inspiré du drapeau français dont la partie blanche — considérée comme symbole de la race blanche et non pas de la royauté — est déchirée. Le 19 novembre 1803, à la tête de l'armée des indigènes, avec à ses côtés Henri Christophe, il impose à Rochambeau — le successeur de Leclerc, mort de la fièvre jaune en novembre 1802 — la capitulation du Cap après la défaite des 2 000 rescapés du corps expéditionnaire français décimé par la fièvre jaune face à plus de 20 000 insurgés à la bataille de Vertières. Rochambeau capitule et négocie l'évacuation de l'île sous 10 jours.

#### L'indépendance d'Haïti en 1804
Après le départ des Français, Dessalines redonne à Saint-Domingue son nom indien d'Haïti (Ayiti) et proclame l'indépendance et la république le 1er janvier 1804 aux Gonaïves. En février de la même année, il ordonne le massacre des derniers colons blancs, restés sur place, à l'exception des prêtres, médecins, techniciens, des déserteurs polonais et des colons allemands.
La première république noire libre du monde vient alors de naître. En métropole, l'Empire est proclamé le 22 septembre suivant.

## Bilan humain

### Nombre de victimes et d'exilés
Selon Jean-Maire Théodat, le bilan humain de la Révolution haïtienne, du soulèvement des esclaves en 1791 aux massacres de 1804, s'élève à 10 000 colons et 46 000 soldats français tués, et à plus de 120 000 morts parmi les noirs et anciens libres.
S'y ajoute l'exil massif des colons blancs qui forme les Réfugiés français de Saint-Domingue en Amérique, en Jamaïque et à Cuba, parfois en emmenant leurs esclaves avec eux.

## Conséquences

### En Haïti
L'indépendance d'Haïti installe au pouvoir l'élite de l'armée haïtienne, surtout constituée d'anciens affranchis. Cette élite se divise bientôt en deux factions : les défenseurs d'Alexandre Pétion, principalement mulâtres, et ceux d'Henri Christophe, largement noirs. Ces deux factions, constituant une classe citadine occidentalisée, se disputent le pouvoir tout au long du siècle, la ruralité étant reléguée dans ce que le sociologue Gérard Barthélemy appelle « le pays en dehors ».

### Dans la Caraïbe
Dans le monde atlantique, toute rumeur d’esclaves en révolte ou menace d’agitation politique s’accompagne de la référence à Haïti. Près de 20 000 colons français de Saint-Domingue viennent s'installer dans la région de Santiago de Cuba, qui reste un bastion de l'opposition à la nouvelle république d'Haïti, géographiquement proche, à environ 200 kilomètres en bateau. Après les émeutes anti-françaises de mars 1809 à Cuba, la plupart doivent fuir à La Nouvelle-Orléans, pour grossir les rangs des réfugiés français de Saint-Domingue en Amérique.

### En Amérique du Sud
La révolution haïtienne suscite des espoirs, lorsque Alexandre Pétion en fait une base de repli pour les mouvements révolutionnaires d'Amérique latine. Lorsque Simón Bolívar revient en Haïti en septembre 1816, après avoir été battu en juillet à Ocumare et avoir perdu son armée, le gouverneur Escudero installé à Santiago de Cuba est le premier à informer le général espagnol Pablo Morillo, chef de l'expédition pacificatrice à destination du Venezuela et de la Nouvelle-Grenade du risque couru.

### Relations internationales

#### Avec les États-Unis
Le 28 février 1806, les États-Unis renversent la politique amicale lancée en 1798 et décrètent un blocus contre Haïti. De riches planteurs américains avaient auparavant contribué à financer l’expédition française pour réprimer ce qu'ils percevaient comme une révolte d'esclaves.

#### Avec l'ancienne puissance coloniale: indemnisation des colons en échange de la reconnaissance de l'indépendance d'Haïti

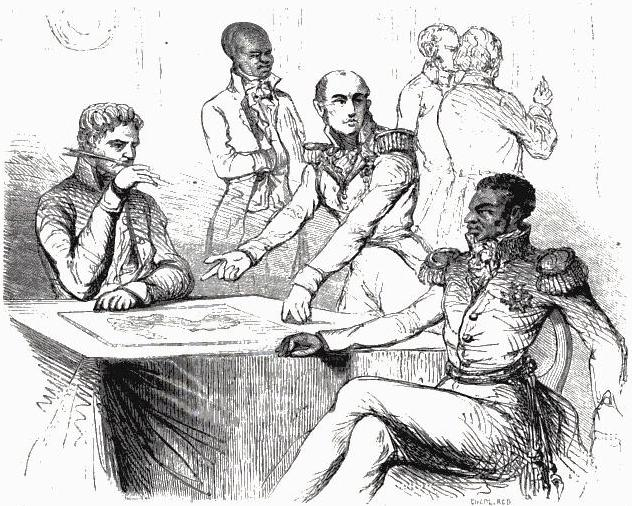
Le baron de Mackau et Jean-Pierre Boyer lors de la négociation du traité franco-haïtien de 1825.

Les relations restent tendues avec l'ancienne puissance coloniale qui n'a toujours pas renoncé à sa possession de Haïti. Sous la Première Restauration, en 1814, le président haïtien Alexandre Pétion entame des négociations sur la reconnaissance de son pays avec Louis XVIII. Ces tractations se prolongent sous la Seconde Restauration et durent jusqu'à la mort du roi de France en 1824. Son successeur, le roi Charles X, maintenant débarrassé du blocus maritime imposé par la Grande-Bretagne depuis la Révolution, n'hésite pas à employer la diplomatie de la canonnière.
Le 11 juillet 1825, sous la menace d'une escadre de 14 vaisseaux pourvue de 500 canons, le roi de France contraint le président Boyer au règlement de frais d'indemnités d'un montant de 150 millions de francs-or. Condition à laquelle Charles X « concède », en souverain, l'indépendance de l'île,. Dès 1826, les impôts qui ont été levés pour financer la dette sont la cause de révoltes paysannes. Sous la monarchie de Juillet, en 1838, cette dette est réduite à 90 millions de francs-or par Louis-Philippe. En 1883, cette dette d'indépendance est entièrement honorée, cependant, le versement des agios de l'emprunt généré par cette dette s'étale jusque dans les années 1950, sous la Quatrième République.
Selon Louis-Philippe Dalembert, cette dette contribue à la grande pauvreté qui touche encore le pays,.

### Dimension culturelle
La révolution haïtienne a pris appui sur une culture enracinée dans le culte des morts, vu comme un relèvement de la mort sociale que subissent les esclaves, culte à partir duquel ils ont construit un système de reconnaissance mutuelle. Cette capacité à se reconstruire est l'apport original de cette révolution. Le philosophe Georg Wilhelm Friedrich Hegel, en étudiant la révolution haïtienne, en retire la leçon suivante : « Et c’est seulement par la mise en jeu de la vie qu’est ainsi éprouvée et avérée la liberté. L’individu qui n’a pas mis sa vie en jeu peut, certes, être reconnu comme personne ; mais il n’est pas parvenu à la vérité de cette reconnaissance, comme étant celle d’une conscience de soi autonome », écrit-il. Ce ne sont plus les philosophes qui enseignent aux peuples, mais ce sont les peuples qui enseignent aux philosophes.

## Historiographie
La révolution haïtienne est « trop longtemps occultée »,  aussi bien par les politiques que par les historiens, selon Jean-Michel Caroit, journaliste au Monde, en particulier en France, alors qu'elle a « produit une conscience collective, une nouvelle façon de penser la question raciale et de concevoir l'identité nationale », selon l'universitaire Michael Dash. Selon l’historien Jean-Pierre Le Glaunec, c'est clairement « la plus spectaculaire du XVIIIe siècle », qui a eu comme rôle « d’une certaine manière, de poursuivre et achever l’œuvre des révolutions française et américaine ».
Au XIXe siècle, l'historien français Jules Michelet, figure de la construction du « roman national », célèbre Haïti devenue libre dans ses écrits[réf. nécessaire].
L'Unesco lui consacre en août 2009 à Port-au-Prince un colloque international l'associant à « l'universal » en estimant que ce fut « un moment-clé de l'histoire de l'humanité ».
Le Martiniquais Aimé Césaire, le Trinidadien Cyril Lionel Robert James, parti militer aux États-Unis, où il a été un spécialiste reconnu de la « question noire », le Cubain Alejo Carpentier et l'Afro-Américain Frederick Douglass sont les premiers auteurs modernes à évoquer l'importance historique majeure de la révolution haïtienne, cependant largement analysée dès le XIXe siècle mais oubliée dans les années 1960 et 1970. L'Haïtien Laënnec Hurbon, spécialiste des questions du Vaudou déplore en particulier que l'esclavage demeure « un impensé de la philosophie politique moderne », y compris chez des auteurs comme Michel Foucault ou Jürgen Habermas.
En Europe, mais aussi parfois aux États-Unis, « la presse a construit l'image d'une insurrection sanguinaire et sauvage ne méritant pas le nom de révolution » tandis que des historiens, de Michelet à Renan, « ont nié ou minimisé son impact », certains affirmant un peu rapidement que « le corps expéditionnaire de Napoléon, envoyé pour rétablir l'esclavage (...) n'a pas été défait par les combattants haïtiens, mais par les épidémies » subies par l'expédition de Saint-Domingue.

#### Ouvrages historiques
- Thomas Madiou, Histoire d'Haïti, Tome I, 1847 [lire en ligne].
- Victor Schœlcher, Vie de Toussaint Louverture, Éditions Karthala, 1889 (réimpr. 1982).
- Lucien-René Abenon, Jacques de Cauna, Liliane Chauleau, Antilles 1789 - La Révolution aux Caraïbes, Paris, Nathan, 1989.
- Gérard Barthélémy, L'Univers rural haïtien : le pays en dehors, Paris, L'Harmattan, 1991  (ISBN 2-7384-0840-0).
- Yves Benot, La révolution française et la fin des colonies, Paris, La Découverte, 1987-2004.
- François Blancpain, La Colonie française de Saint-Domingue, Paris, Karthala, 2004  (ISBN 2-84586-590-2).
- Justin Chrysostome Dorsainvil, Manuel d'Histoire d'Haïti, Port-au-Prince, 1929.
- Laurent Dubois, Les Vengeurs du Nouveau Monde. Histoire de la Révolution haïtienne, Rennes, Les Perséides, 2005  (ISBN 978-2-915596-13-7).
- Florence Gauthier, Triomphe et mort du droit naturel en révolution 1789-1795-1802, Paris, PUF, 1992.
- Alejandro E. Gómez, Le Spectre de la révolution noire. L'impact de la révolution haïtienne dans le monde atlantique, 1790-1886, Rennes, PUR, 2013.
- Jean Jaurès, Histoire socialiste de la révolution française, tome 2, Editions sociales, 1968 La Législative.
- Jean-Daniel Piquet, L'Emancipation des Noirs dans la révolution française 1789-1795, Paris, Karthala, 2002.
- Jean-Marie Théodat, Haïti République Dominicaine : Une île pour deux (1804-1916), Éditions Karthala, 2003, 380 p. (ISBN 2845863799, lire en ligne)
- Jacques Thibau, Le temps de Saint-Domingue ; l'esclavage et la révolution française Paris, Jean-Claude Lattès, 1989.
- Carolyn Fick (trad. Frantz Voltaire), Haïti, naissance d'une nation : La Révolution haïtienne vue d'en bas, Rennes, Les Perséides, 2013, 512 p. (ISBN 2915596972)
- (en) Graham. T. Nessler, An Islandwide Struggle for Freedom : Revolution, Emancipation and Reenslavement in Hispaniola, 1789-1809, Chapel Hill, University of North Carolina Press, 2016, 312 p. (ISBN 978-1-4696-2686-4)
- Philippe R. Girard, Ces esclaves qui ont vaincu Napoléon : Toussaint Louverture et la guerre d'indépendance haïtienne, Atlantide, 2021, 478 p. (ISBN 2371250457)
- Laurent Dubois (trad. Thomas Van Ruymbeke), Les vengeurs du Nouveau Monde : Histoire de la révolution haïtienne, Atlantide, 2022 (1re éd. 2005), 515 p. (ISBN 978-2-37125-054-3)

#### Œuvres de fiction
- Romans :
  - Alejo Carpentier, El reino de este mundo, 1949, en français Le Royaume de ce monde.
  - Jean-Baptiste Picquenard, Adonis, ou le bon nègre, anecdote coloniale, 1798.
  - Victor Hugo, Bug-Jargal, 1819 et 1826. Ce premier roman de l'auteur est inspiré en partie de Adonis, ou le bon nègre.
  - Madison Smartt Bell, Le soulèvement des âmes [« All Souls' Rising », 1995], trad. de Pierre Girard, Arles, France, Actes Sud, 1999, 597 p.
  - Isabel Allende, L'Ile sous la mer, 2011.
- Film : Gillo Pontecorvo, Queimada, 1969.
- Théâtre : Heiner Müller, La Mission, souvenir d'une révolution, 1979.

#### Officiers supérieurs de la Révolution haïtienne

##### La Légion du Sud
- André Rigaud (1761 - 1811)
- Alexandre Pétion (1770 - 1818)
- Lamour Desrances

##### La Légion du Nord
- Henri Christophe (1767-1820)
- Toussaint Louverture (1743 -1803)
- Jean-Jacques Dessalines (1758 - 1806)
- Jean-Louis Villatte (1751-1802)
- Nicolas Geffrard (1761-1806)
- Augustin Clerveaux (1763-1804)

##### Les combattants exilés dans l'Empire Espagnol
- Georges Biassou
- Jean-François